# Historie cestovního ruchu ve Vranově nad Dyjí
Historie cestovního ruchu ve Vranově nad Dyjí započala monumentální barokní přestavbou zámku architekta Johanna Bernharda Fischera z Erlachu. Krajinářské úpravy zámeckého lesoparku a okolí dalšími majiteli panství podnítily slavnou turistickou éru městečka Vranova nad Dyjí. Spolková činnost občanských vranovských elit na poli cestovního ruchu a železniční spojení s městem Znojmo a Vídeň daly vzniknout „Moravskému Švýcarsku“. Tak bylo na přelomu 19. a 20. století Vranovsko pro svůj krajinný půvab podle Českého Švýcarska nazýváno a vídeňskou nobilitou jako letovisko vyhledáváno. Místní odbočka Rakouského turistického spolku budovala turistickou infrastrukturu a snažila se o propagaci území. Okrašlovací spolek, jak sám název prozrazuje, dotvářel přitažlivost městečka romantickými zákoutími. První vlaštovky německých mládežnických vandrovníků, jako byli rakouští Wandervogel nebo Pfadfinder, doplnila po vzniku Československa tábořiště Junáků či organizace YMCA.
Téměř bezprostředně po vzniku nové čs. republiky začal, na do této doby výhradně německém prostředí, působit Klub československých turistů navazující na tradici Sokola. Nově vybudovaná Vranovská přehrada se stala atraktivní i pro širší českou klientelu. Národnostní rivalita obou turistických organizací se promítla pozitivně do hustší sítě turistických stezek a do propojení Podyjí s českým a moravským vnitrozemím. Pod parolou socialistického masového turismu ROH, tak jak jej započala národně socialistická organizace Deutsche Arbeitsfront s prodlouženou rukou zaměstnaneckých zájezdů Kraft durch Freude, utržilo Vranovsko kulturní, sociální a materiální ránu. Z městečka a okolní krajiny zmizela celá řada architektonických skvostů a socialistická chaotická výstavba spojená s demoličními akcemi ve vysídleném pohraničí poškodila urbanistický ráz nejen samotného města. Současní experti zabývající se chráněnou krajinnou oblastí Vranovsko-Bítovsko se snaží najít cestu, která by navrátila Podyjí její původní klientelu a odklonila trend masové turistiky pod heslem „Vranov nad Dyjí – Moravský Jadran“, jelikož „Jadran i jiná moře i oceány jsou českým a moravským občanům již svobodně přístupné“.

## Krajinářské úpravy a počátky turismu

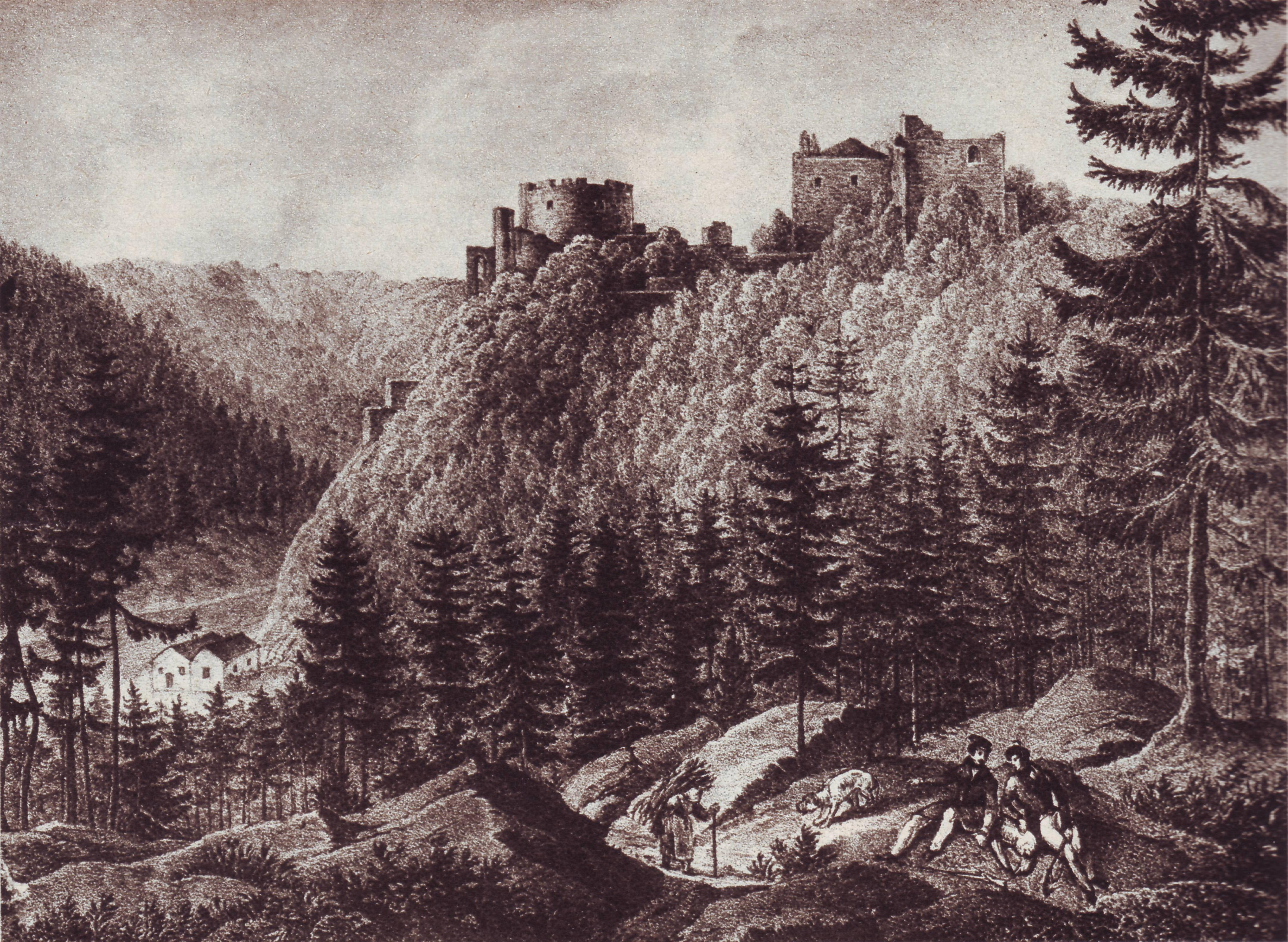
Nový Hrádek na rytině F. A. Hebera z roku 1848. Pod hradem Novohrádecký mlýn / Neuhäuselmühle.

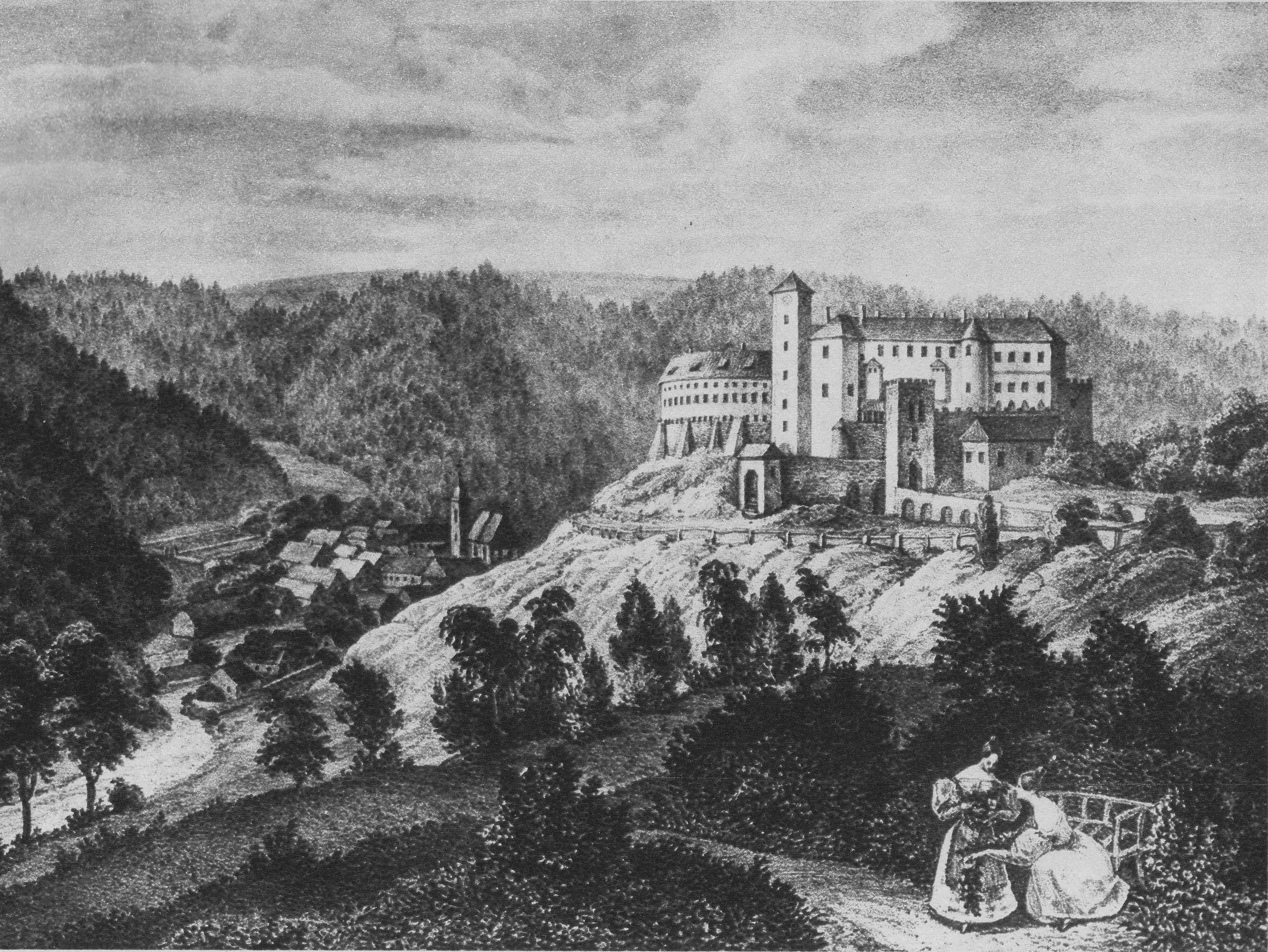
Hrad Bítov v roce 1848, rytina Františka Alexandra Hebera s nezatopeným údolím Dyje.

První předpoklady k pozdějšímu turistickému rozmachu městečka Vranov nad Dyjí položil majitel panství Michal Jan II. hrabě Althann před rokem 1700. Barokní výstavba sálu předků architekta Johanna Bernharda Fischera z Erlachu umístěná vysoko na skále nad údolím Dyje musela inspirovat k dalším odpovídajícím parkovým a krajinným úpravám. Španělská markýza Marie Anna Josefa Pignatelli v rozsáhlých přestavbách nejenom pokračovala, ale její kontakty k císařskému dvoru daly zavdat i návštěvám císaře Karel VI. Habsburského.
Přibližně v polovině 18. století obohatil parky a lovecké obory umístěním lusthausu do lesů Braitavy (1780) další majitel panství generál Michal Antonín Althann. V krajinářských úpravách pokračoval Michal Josef Althann. Na Růžovém vrchu (Rosenberg) založil anglický park doplněný romantickými pavilony, chrámy a jeskyněmi, na Braitavě (Braitau) nechal postavit lovecký letohrádek, v Junáckém údolí (Kainzengraben) kamenný most (Römerbrücke).
Josef Hilgartner z Lilienbornu navázal na posledního majitele panství a po něm pak po celé devatenácté století pokračovaly rodiny Mniszků a Stadnických. Majitelé Vranova zvelebili nejen zámecký lesopark, ale i okolí zámku. Stavěli rodinné památníky, kříže, kapličky (1831 Claryho kříž, 1847 Mniszkův kříž, 1806 Felicitina studánka, Helenina vyhlídka), založili nové obce (Liliendorf, dnes Lesná, Šumvald, dnes Šumná)
Vranovský zámek se stal i centrem kultury. Zváni byli hudebníci, skladatelé a herci z vídeňských divadel či spisovatelé (Henryk Sienkiewicz). Od poloviny 19. století se Vranov stával čím dál více vyhledávaným místem i prvních turistických nadšenců. Po zpřístupnění ledových slují hraběnkou Helenou z Mniszku vybudoval Okrašlovací spolek v roce 1860 na návrší zděný obelisk s první turistickou stezkou s kamennými schody a vstupy do jednotlivých ledových jeskyní.

### Administrativa
Rozvoji cestovního ruchu v habsburské monarchii bezpochyby pomohly nově zavedené výnosy o pohybu osob. Císařské nařízení z roku 1865 (č. 116/1865 ř. z.) zrušilo pasové kontroly na vnějších hranicích monarchie a zavedlo možnost použití jakéhokoli průkazu totožnosti. Do zahraničí sice turista pas potřeboval, ale valná část evropských států pasovou kontrolu nedodržovala. Vnitrostátní cestování s pasem odbouralo císařské nařízení z 9. února 1857 (č. 31/1857 ř. z.). Cestujícím odpadla nejen starost s opatřováním zvláštních dokumentů, ale i kontroly na vnitrostátních zemských hranicích. O nastartování turistiky Vranova se v neposlední řadě zasloužil vskutku novátorský starosta Ernest Czeloth (8. října 1896 mu byl císařem propůjčen Goldenes Verdienstkreuz/zlatý kříž za zásluhy).

### Dopravní infrastruktura
Hustota železniční sítě se v průběhu 60. let 19. století značně vylepšila a železniční doprava se v monarchii stala širokými vrstvami obyvatelstva oblíbenou záležitostí. Rozhodující význam pro rozvoj vranovského turismu měla výstavba Severozápadní dráhy z Vídně přes Znojmo a Jihlavu do východních a severních Čech a stanice Šumvald-Vranov (Schönwald-Frain). Pravidelná doprava na úseku Jihlava–Znojmo byla zahájena 23. dubna 1871. Město s dráhou nejprve spojovaly poštovní dostavníky, které později nahradily poštovní autobusy a k tomu přibyla špeditérská a osobní doprava. Také vranovští hoteliéři a majitelé tzv. letních místností pro hosty posílali k vlakům povozy a drožky. Turistické začátky neprobíhaly vždy lehce a získávat nevěřící podnikatele se ne vždy dařilo.

## Rakouský turistický klub / Österreichischer Touristenklub
Organizovaná turistika přicházela do Čech, na Moravu a do Rakouského Slezska z alpských zemí Rakouska a z Německa, kde vznikaly první alpské spolky (Alpenverein). Oblast Podyjí (Thayatal) spadala až do vytvoření znojemského odboru pod sekci Rakouského turistického klubu (1869 Österreichischer Touristenklub) Stockerau. Orientace na Dolní Rakousko byla viditelná i po založení brněnské turistické sekce v roce 1881. Ve znojemském týdeníku Znaimer Wochenblatt (1881) referuje štokravská sekce o nehotovém turistickém značení v oblasti Hardeka a chválí městečko Vranov v čele se starostou Ernestem Czelothem za zřízení prvního turistického ubytování v hostinci Zur Rose / U Růže a zajištění průvodcovských služeb městským slouhou. Také hrabě Stádnický udělal turistickému klubu nabídku a chystal se pro návštěvníky městečka zpřístupnit několik pěkných přírodních zákoutí. Představenstvo Rakouského turistického klubu dále děkovalo vranovskému lesnímu správci panu Hallamasskovi a jeho zaměstnancům za pečlivé provedení turistických značek a cedulí.

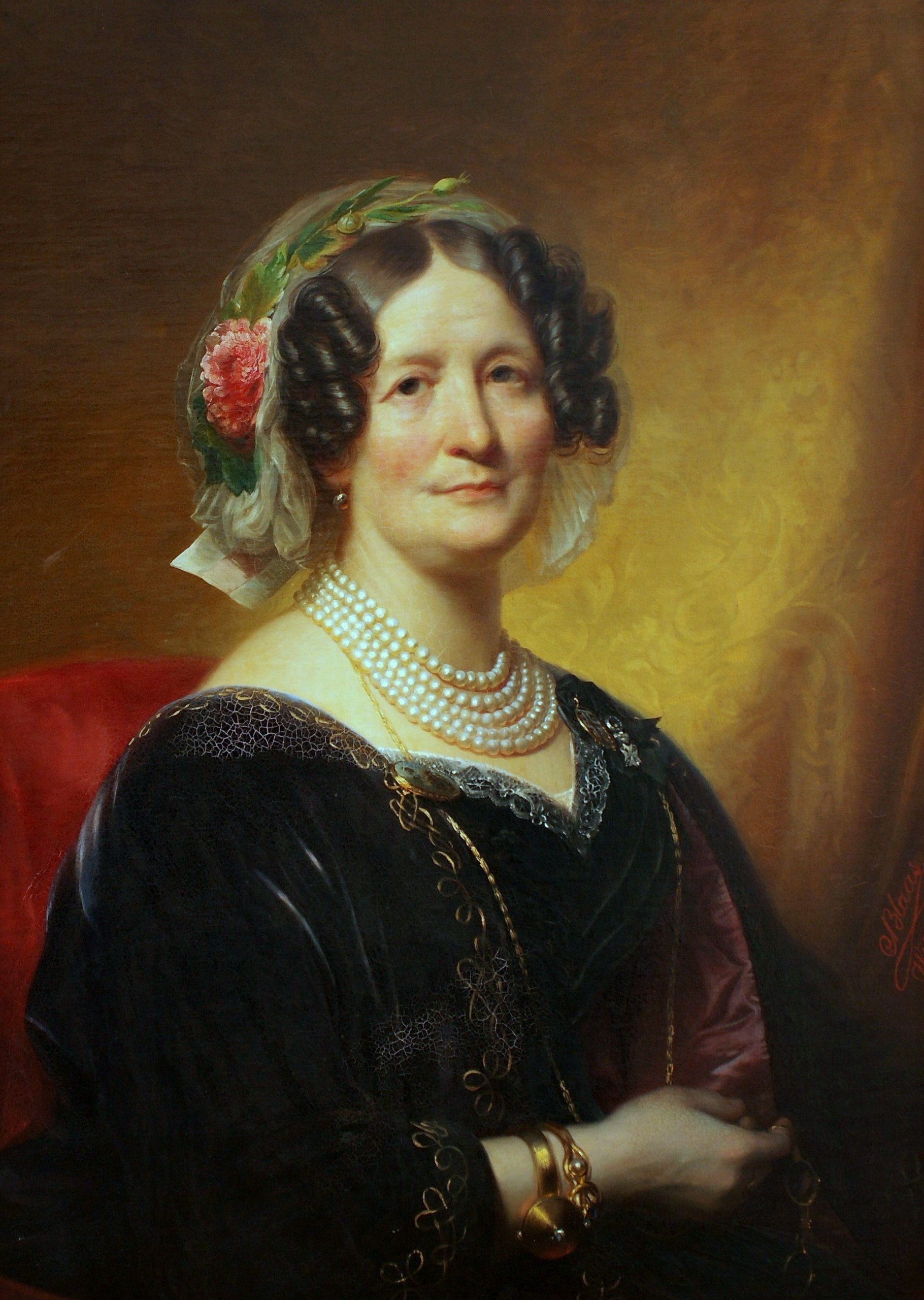
Helena z Mniszku, rozená princezna Lubomirská (1784 – 1876), nositelka prestižního dámského řádu Hvězdového kříže a čestná členka suverénního řádu Maltézských rytířů.

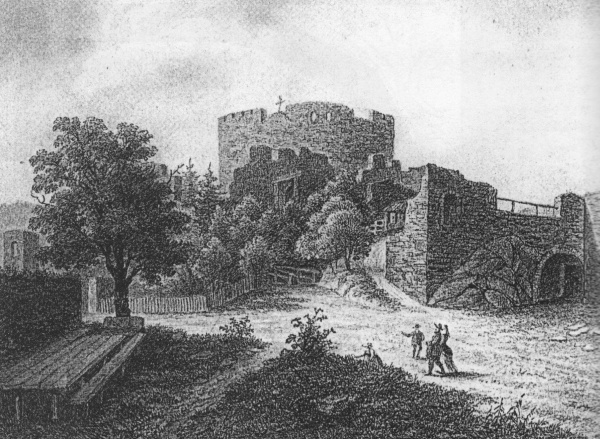
Nový Hrádek 1871. Ilustrace zachycuje období prvních turistických úprav. V popředí odpočinkový kout s posezením.

### První turistické trasy
V tomto roce se mohlo Podyjí pochlubit už sedmi turistickými trasami. První trasa po červené (Indischrot) vedla ze Znojma k Vraní skále (Rabenstein), na Mašovice, Podmolí, Nový Hrádek, Čertův mlýn (Teufelsmühle), podél Dyje dál na Hardek přes potok Fugnitz (Fugnitzbach) k Felicitině studánce (Felizienbrunn), do Vranova k Prostřednímu mlýnu (Mittermühle) a Švýcarským údolím (Schweizerthal) do Šumvaldu (Schönwald). Druhá stezka tvořila znojemský okruh s bílou odbočkou směřující na Mašovice k Čertovu mlýnu, s modrou od vojenské plovárny (Militärbadeplatz) k Trausnickému mlýnu (Traußnitszmühle) skrze Mločí údolí (Salamanderthal) opět po bílé zpátky k Čertovu mlýnu. Po hnědočervené (Zinnoberrot) začínala stezka u plovárny (Schwimmschule) a vedla Studniční roklí („Prunkrámem“ / Brunnengraben) k pivovaru na Hradišti (Pöltenberg) a zpátky k vojenské plovárně. Třetí trasa po červené stoupala z Podmolí k Devíti mlýnům (Neun Mühlen) k Novému Hrádku se žlutou odbočkou na návrší s pohledem na zříceninu Chýje a do staré farní obce Weitersfeld a z kopce dolů k Novohrádeckému mlýnu (Neuhäuselmühle).
Čtvrtá značená cedulemi mířila od Chýje přes lovecký zámeček Karlslust do vsi Merkersdorf. Pátá cesta do Recu byla kvůli značení s majiteli panství v jednání. Šestá trasa navigovala turisty z Hardeku jednak po červené na trasu č. 1 nebo po modré přes Lukov do Mašovic či po bílé přes most na vyhlídku a po modré přes Gaissteig na Lukov nebo zpátky na Hardek. Poslední sedmá trasa vedla z Vranova po červené č. 1 s bílou odbočkou skrze Švýcarské údolí ke Claryho kříži nebo po zelené přes Hamry k Ledovým slujím a Obelisku a zpátky přes Adamsmais na Čížov k Lusthausu. Po žluté se dalo dojít k Felicitině studánce, pokračovat Felicitiným údolím, kde se cesta křížila s červenohnědým značením na Hardek a pokračovala k Martinské stěně (Martinswand), Helenině vyhlídce (Helenenwarte), Obří paštice (Riessenpastete), Lusthausu a zpátky k červenohnědé na Vranov nebo Hardegg a nebo po stejné trase zpět. Postupem času přibývaly další trasy jako třeba z Nového Hrádku do Recu nebo zbudovaná Luitgardina vyhlídka nad Hardekem (1885), Králův stolec (1892) nebo Sealsfieldův kámen (1897). Prostranství strážnice na Cornštejně turistický klub upravil na zázemí pro průvodce a zrovna tak vznikla časem na Novém Hrádku ubytovna a byt pro lesníka, který mimo průvodcovství zajišťoval i občerstvení jako třeba domácí mléko, chleba či jiné domácí produkty.

### Znojemská turistická sekce
Znojemská turistická sekce vznikla roku 1883 pod znojemským Okresním hospodářským spolkem (Gewerbeverein) a byli to právě živnostníci, kteří přišli s myšlenkou povzbuzení cizineckého ruchu města Znojma a okolí. V roce 1882 založenému hospodářskému spolku se podařilo hned v dalším roce (1883) vydat 1 000 exemplářů adresáře všech obchodníků a živnostníků Znojma (o dva roky později dal do oběhu dalších 2000 kusů), v roce 1887 uspořádal hospodářskou exkurzi, v roce 1891 vydal ilustrovaného průvodce „Znojmo a okolí“ (1895 dalších 15 000 výtisků), v roce 1892 založil podpůrný fond a navrhl plakát pro cestovní ruch. Od té doby se ale mnoho nového neudálo a proto se hospodářský spolek rozhodl vzít celou záležitost do svých rukou. V roce 1897 znovu přistoupil k založení sekce pro cestovní ruch, sestavil stanovy a po jejich třetím přepracování v roce 1898 byli nadšenci pro turistický ruch tak daleko, že mohlo dojít k právoplatnému ustanovení.
Dne 24. listopadu 1898 pozval hospodářský spolek do svého znojemského lokálu „Hotelu Tischler“ zástupce rozličných družstev a spolků k založení přípravného výboru, navrhl několik skic plakátů a navázal kontakty doma i v zahraničí. Hospodářský spolek čítal v roce 1898 200 členů a 20 vstoupilo do turistické sekce. Ustavující shromáždění se konalo večer 26. listopadu 1898 v hotelu U Tří korun na Horním náměstí. Dostavil se místostarosta Johann Haase, předseda Německého měšťanského spolku Johann Muck a 24 zástupců různých sdužení a spolků. Předsedající hospodářského spolku Rudolf Loos s politováním konstatoval, že velká většina živnostenských sdružení nemá o cestovní ruch zájem a nechápe jeho výhody, ba dokonce brojí proti. Dále představil hlavní kroky k rozhýbání turistiky ve městě a to tak, aby se cizinci cítili ve městě co možná nejlépe.
Za prvé musí být vyhotoveno 2000 kusů plakátů (v ceně 1 620 zlatých), které budou vylepeny nejen ve Znojmě, ale po celém okolí na všech nádražích, hostincích a hotelech. Za druhé vytisknuto 20 000 průvodců většího formátu a to ve dvojím vyhotovení - s mapou a bez mapy, které budou jak zdarma tak i ke koupi. Za třetí se musí zlepšit dopravní obslužnost města, ubytovací kapacita a úroveň hotelů. Potřebná je také reorganizace doručování dopisů a balíků. Zrovna tak by měla být ve městě zřízena místnost, kam by se turisté mohli uchýlit před špatným počasím. Takové místo by mělo být vybaveno spoustou tiskovin (noviny, průvodci, jízdní řády, mapy) a psacím stolem. Prostě vším potřebným, tak aby turista Znojmo opouštěl maximálně uspokojen.
Znaimer Wochenblatt, 30. listopad 1898

K národnostní otázce Rudolf Loos zdůraznil, že obchodní záležitosti a vedení bude probíhat v němčině, ale na dotaz se bude odpovídat v takovém jazyce, v kterém byl položen. Každý cizinec měl cítit duševní pohodu a získat vědomí, že Znojemáci mají charakter (von echtem Schrot und Korn), německy cítí a myslí. Také navrhl rozmístit po městě 15 informačních center. Do generálního ředitelství se volilo 9 členů a do výboru bylo navrženo 21 členů (po dvou členech z Německého občanského spolku, z Cyklistického klubu, z Tělovýchovného spolku, ze sdružení obchodníků, ze sdružení hostinských, z Hudebního spolku, z sdružení kupců, z městského výboru, z městyse Vranov, po jednom členovi z Okrašlovacího spolku, z Turistického klubu, ze sdružení pekařů a z proboštství Hradiště. Dále navrhl majitel tiskárny a nakladatelství Karl Bornemann, že Německý občanský spolek jako největší spolek ve Znojmě by měl mít dva členy a ostatní po jednom. Jmenované spolky a sdružení měly do 14 dnů oznámit své zástupce do výboru. Financování turistické sekce vycházelo z členských příspěvků, ze zakládajícího podpůrného fondu, z prodeje průvodců, pohlednic a plakátů, z dotací města a spolků.

### Květinové korzo
Květinová korza se dostala do Německa a Rakouska v 19. století. V roce 1886 uspořádala princezna Pavlína von Metternich vyjížďku květinami ozdobených kočárů jako součást jarní oslavy na hlavní třídě vídeňského Prátru (Wiener Prater-Hauptallee). Jarní korza se každoročně opakovala až do roku 1914. Samozřejmě ostatní velká města nebo letoviska nemohla oproti Vídni zůstat pozadu. Rakouské lázeňské město Gmunden, rozprostírající se na severním břehu jezera Traunsee v Salzkammergutu, začalo pro lázeňské hosty pořádat impozantní letní květinová korza přímo na jezeře. V sobotu 13. srpna 1892 pořádal vranovský městský přípravný výbor květinové korzo na řece Dyji. Divácké tribuny byly umístěny na mostě, kapela z Lukova na plovoucím prámu a květinami nazdobené lodě, lodičky a čluny promenádovaly na říční hladině před porotou, jíž předsedal vídeňský profesor konservatoře a člen dvorního orchestru Franz Simandl. Mezi účastníky a letními hosty se objevily rodiny Rossmanith, majora z Grabu, místního c. k. notáře Zeitheima, rodina Sallerova, Haunova, Wegscheiderova a Stroblova, Stögrova, Polackova, Oppenheimova, Fetterova či Pybusova.

### Svaz cizineckého ruchu
Společný zájem na zlepšení rozvíjejícího se cestovního ruchu vedl zástupce odpovídajících ministerstev, německých „obranných“ spolků, turistických organizací i dalších zainteresovaných korporací k vídeňské schůzce 26. listopadu 1905, kde se zástupci společně dohodli podle vzoru alpských zemí na založení Svazu cizineckého ruchu na Moravě a ve Slezsku (Landesverband für Fremdenverkehr in Mähren und Schlesien). Záhy vznikla i místní skupina pro cizinecký ruch (Ortsgruppe Frain) a v roce 1907 se konstituoval německý Okrašlovací spolek (Verschönerungsverein). Rakouský turistický klub si vytkl jako hlavní cíl zpřístupnění Podyjí široké veřejnosti a vybudování turistické infrastruktury. Další jeho činnost se soustředila na vědecký průzkum území a jeho následné publikování. Mimo vydávání časopisu, publikací, průvodců a turistických map pořádal také odborné přednášky s promítáním (1900 Franz Herbst: Führer von Znaim, Retz und Umgebung). Svaz cizineckého ruchu vydával brožuru Lázně a letní letoviska na Moravě a ve Slezsku (Kurorte und Sommerfrischen in Mähren und Schlesien).

### Elektrifikace a elektrická dráha Podyjím

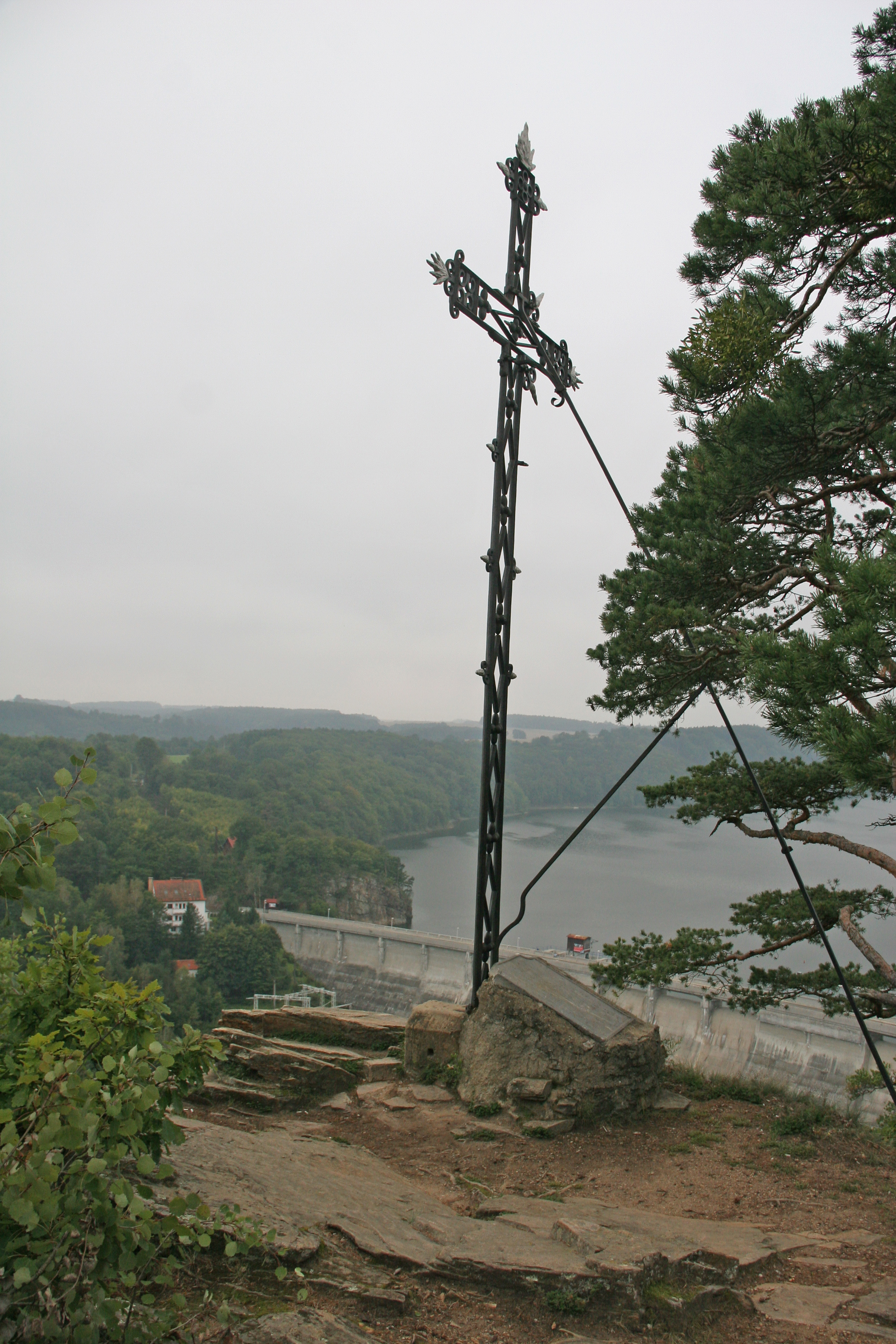
Claryho kříž, skála nad hrází Vranovské přehrady, Onšov 2014

Elektrifikace zajímala starostu Ernesta Czelotha už v roce 1891, kdy pozval do městečka elektrotechnického odborníka překontrolovat stávající situaci. V roce 1900 město koupilo od Ferdinanda Kochola mlýn na náměstí (Marktmühle) a zakázku na vybudování vodní elektrárny obdržela firma „Siemens & Halske“. Zahájení provozu spojilo město s oslavou 70. narozenin rakousko-uherského monarchy.
V předvečer císařské slavnosti 18. srpna (1900) se celý Vranov poprvé rozzářil v elektrickém světle, které nechalo obecní představenstvo rozvést po celém městě. Tím byl učiněn další zásadní krok k větší turistické atraktivitě města. Na druhý den se konala slavnostní mše, císařská oslava na Hraběnčině louce a večer tancovačka v hostinci starosty Czelotha „Zur Rose (U Růže)“. Celé město zdobily květiny a vlajky v císařských a německých barvách. Bylo tedy nasnadě, že novotám nakloněný starosta přivítal v roce 1903 neobvyklý projekt výstavby přehradní nádrže na Dyji, s kterým přišel syn vranovského stavitele Schmidta, student architektury na technice ve Švýcarsku. O výstavbě vodního díla se začalo vážně uvažovat.
V roce 1907 informoval ve znojemském týdeníku starosta města Znojma Dr. Homma, obchodní ředitel Nikodem z Bítova a notář Kressl širokou veřejnost o plánované elektrické dráze, která by vedla ze Znojma přes Hradiště, kolem Devíti mlýnů, Nového Hrádku, přes Hardek do Vranova. Z Vranova by pokračovala Felicitiným údolím do Šafova a mezi Lančovem a Jazovicemi by se stáčela k Bítovu. Z Bítova měla dráha procházet obcemi Korolupy, Uherčice, přes moravsko-rakouskou hranici do Drozdovic a končit v Rakousi (Raabs). Podle zprávy v tisku udělení koncese bylo již přislíbeno. K výrobě elektřiny hodlala akciová společnost využít vodní díla na řece Dyji. O rok později (1908) založily jihomoravské obce na využití vodní energie akciovou společnost s názvem „Podyjské závody pro nádrže a elektrárny“ (Thayawerke).
Dne 20. června 1909 se konala ve Vranově konference Svazu cizineckého ruchu pro Moravu a Slezsko, které se účastnili například: za ministerstvo železničních drah inspektor Rakouské severozápadní dráhy Dr. Karl Hauler, za Moravský zemský výbor – zemský tajemník Koß, za Okresní komisařství Znojmo – kapitán Dr. Kusy, za hlavní zemské město Brno – vládní rada Kandler, za Ředitelství pošt – poštovní inspektor Rasch, za městys Vranov – starosta Kocholl, za Okrašlovací spolek Vranov – předseda spolku Nendwich, za Rybářský spolek Vranov – předseda Wagner, za Zemský svaz cizineckého ruchu pro Dolní Rakousko a Vídeň – zapisovatel Gerbers, za město Hardek – starosta Böck, za město Rakous – starosta Dr. Meßmer, za Okrašlovací spolek v Rakousi – předseda Zwickl, za Spolek německých turistů z Brna – předseda znojemské sekce Rakouského turistického klubu Bock a vedoucí představitelé Svazu pro turistický ruch na Moravě a ve Slezsku – okresní školní rada Seipel, poštovní kontrolní pracovník z Vídně Köhler, dozorčí rada a vrchní učitel ze Znojma Beschek, redaktoři z tisku a mnoho dalších. Z konference vzešlo několik rezolucí. Jednalo se také o železničních spojích do stanice Šumvald-Vranov, o zavedení telefonu do oblasti Podyjí a mnoha dalších podpůrných opatřeních k rozvoji cestovního ruchu. V roce 1912 byl projekt Ing. Ferdinanda Schmidta (1878–1941) na všech úrovních odsouhlasen. K realizaci zpočátku na tak odvážné dílo chyběly v Rakousko-Uhersku peníze a nakonec velkolepé plány upozadila Velká válka.

### „Tažní ptáci“ / Wandervogel

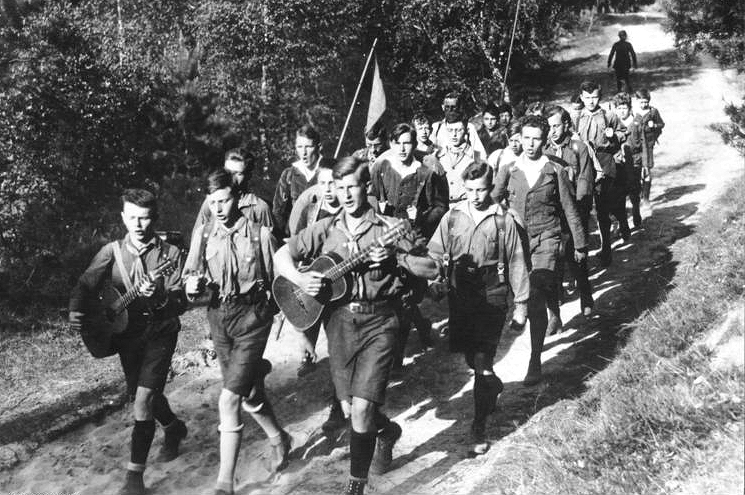
Ilustrativní obrázek - Wandervogel z Berlína na výletě (1930)

Z podnětu Baden-Powellova skautingu a amerického Setonova woodcraftu vzniklo v Německu vlastní osobité hnutí „Wandervogel“ (Tažní ptáci). V roce 1911 byl založen ve Vídni rakouský svaz pro turistiku mládeže „Österreichischer Wandervogel“ (Bund für deutsches Jugendwandern). Téměř současně se zakládaly i první skupiny v Čechách, na Moravě a ve Slezsku. I když se v německém prostředí českých zemí rozvinula pestrá škála mládežnických spolků, hnutí rakouských wandervogelů ji dominovalo. První skupinu wandervogelů ve Znojmě založil profesor Dr. Ernst Elsler, působící na znojemské vyšší reálce (Landes-Ober-Realschule).
Vzhledem k tomu, že byl Ernst Elsler jako rezervista povolán k armádě, konala se 15. dubna 1914 v sále Německého domu (Deutsches Haus) valná hromada oddílu mládeže organizovaná pod Svazem Němců jižní Moravy (Jugend Bundesgruppe Znaim des Bundes der Deutschen Südmährens, Gau Südmähren), kde se oddíly žáků znojemských odborných škol (Wandervogelgruppe) a mladých střelců Theodora Körnera (Wandervogel-Jung-Schüßengruppe) dohodly nejen na společných túrách a výletech, ale hlavně na společném vedení pod hlavičkou Svazu Němců. Do čela obou skupin byl zvolen předseda Franz Franz, který zastával nyní i pozici vedoucího žákovské skupiny Wandervogel. Za týden se konal první společný pěší pochod údolím Dyje k Novému Hrádku (Trausnický mlýn, Kopanina, Podmolí, Nový Hrádek, převozem přes Dyji a po pravém břehu zpět do Znojma). Na potřebu mládežnického ubytování ve Vranově reagoval Německý turistický spolek z Brna 10. července 1910 otevřením první studentské a žákovské nocležny (Studenten- und Schülerherberge).

### Letní byt

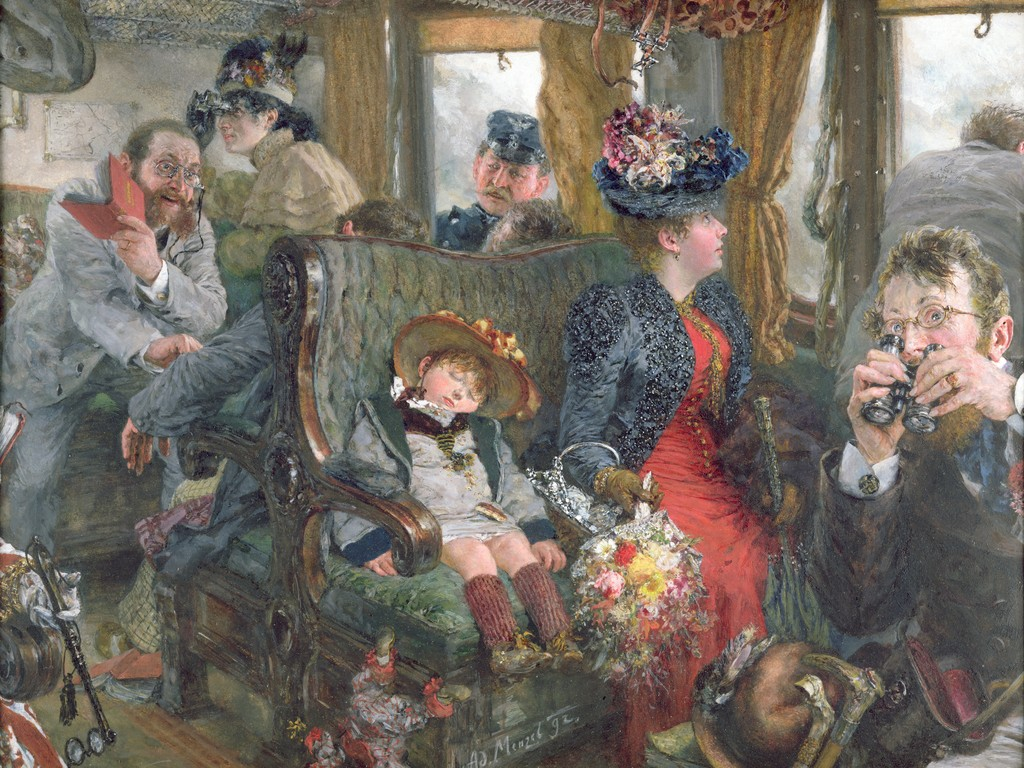
Ilustrativní obrázek, jízda vlakem do přírody na přelomu 19. a 20. století, malíř Adolf von Menzel zachytil na svém obraze „Auf der Fahrt durch schöne Natur“ (1892) cestujícího s německým Baedeker-průvodcem

Před Velkou válkou se turistikou zabývala jen jistá skupina obyvatelstva, která vycházela z řad profesorů, státních úředníků a občanů, kteří měli na takové procházení přírodou nebo celodenní putování po krásách vlasti čas a prostředky. Všeobecně pro ně venkované neměli pochopení. V tomto pohledu byli vranovští aktéři velmi novátorští. Okrašlovací spolek se staral o dostatečnou zeleň a květinovou výzdobu, spolupracoval s vedením města na uvítacích promenádních koncertech a hoteliér Johann Anderle otevřel v roce 1915 „...hned za železným mostem novou restauraci s kavárnou, kde nabízel nejen Švechatský ležák (Schwechater Lager Pilsner) a vídeňskou kuchyni“, ale provozoval zde také „Hotel Kino“ s promítáním tehdy ještě prvních němých filmů. Kino v tak malém městečku muselo být skutečnou raritou. Například v rakouských Drozdovicích, které byly v té době taktéž oblíbeným letoviskem, vzniklo až v poválečných letech v roce 1920. Od roku 1886 místní poštovní stanice disponovala i telegrafem, v letech 1892–1893 probíhala oprava okresní silnice na Znojmo a byl vybudován železný obloukový most přes Dyji. Společně s úpravou prostranství před obecním mlýnem (Marktmühle) v roce 1898 zřídilo městečko i dřevěný „Císařský jubilejní most“ (Kaiser-Jubiläums-Brücke), který byl slavnostně otevřen k 50. výročí panování císaře.
Na přelomu 19. a 20. století se stal Vranov vyhledávaným letoviskem se spoustou tzv. letních bytů s možností provozování turistiky, kanoistiky, lovu lesní zvěře a rybolovu (Moravský zemský rybářský spolek / Mährischer Landes-Fischereiverein, Fischereiverein für Znaim und Umgebung / Rybářský spolek pro Znojmo a okolí). Letní byt mohl sestávat z vlastní luxusní vily (např. secesní vila čp. 39 z let 1907–1908 pro paní Idu Janowski, vila čp. 201 v alpském stylu Luhačovic s vyřezávaným štítem), z pronájmu menší vilky, z pronájmu pokojů v městečku nebo pokojů v selském stavení či mlýnů podél Dyje (Devět mlýnů a Novohrádecký mlýn), ale také z pobytu u vlastních příbuzných. Většinou se celá rodina přemístila na celé léto do letoviska a otec přijížděl za rodinou o své dovolené. Volný čas mohl návštěvník vyplnit procházkami po městečku a po zbudované promenádě, túrami po turistických trasách, sběrem lesních plodů nebo ho strávit na říční plovárně. Stravovat se mohli turisté v restauraci, v hostinci, přímo na zemědělské usedlosti a nebo si jídlo připravovali z místních surovin. Statistika z roku 1910 uvádí ve Vranově 235 pronajatých pokojů a 517 lůžek. Cena za jednu světnici činila 50 korun a za světnice s kuchyní 80 korun. Velká válka nakonec dolehla i na Vranov a v létě 1918 musela být situace s potravinami tak vážná, že obecní zastupitelstvo vyhlásilo v polovině srpna turistickou sezonu za ukončenou a požádalo všechny hosty, aby do začátku září opustili letovisko.

## Klub československých turistů a Čedok
Po vzniku Československa se státní orgány snažily pro českou turistiku vybudovat materiální zázemí a finančně podporovaly zejména Klub československých turistů (KČsT). V roce 1920 zahájily svou činnost také různé skautské, sokolské a jiné organizace propagující táboření, lyžování, cyklistiku, vodní sporty a pobyty v přírodě. Dne 6. prosince 1925 byla za účasti zástupců města Znojma, zástupce Národní jednoty pro jihozápadní Moravu, Vojenského posádkového velitelství, Zalesňovacího a okrašlovacího spolku a zástupců Ústředí KČsT z Prahy, Brněnské župy KČST a odborů KČST Jemnice, Moravské Budějovice, Telč a Znojmo ustavena Podyjská župa KČsT (odbory Jemnice, Moravské Budějovice, Telč a Znojmo). V roce 1932 přistoupily odbory Jaroměřice nad Rokytnou, Třebíč a Dačice. V roce 1926 Podyjská župa KČsT navázala na turistického průvodce Karla Pětníka: Znojmo – Vranov – Bítov z roku 1900 a vydala nového průvodce územím Podyjské župy. Turistická stezka vedla přes Znojmo, Vranov, Bítov, Jemnici a Telč k obci Jihlávka a k vrchu Čeřínek u Kostelce u Jihlavy.

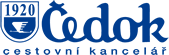
Logo cestovní kanceláře Čedok

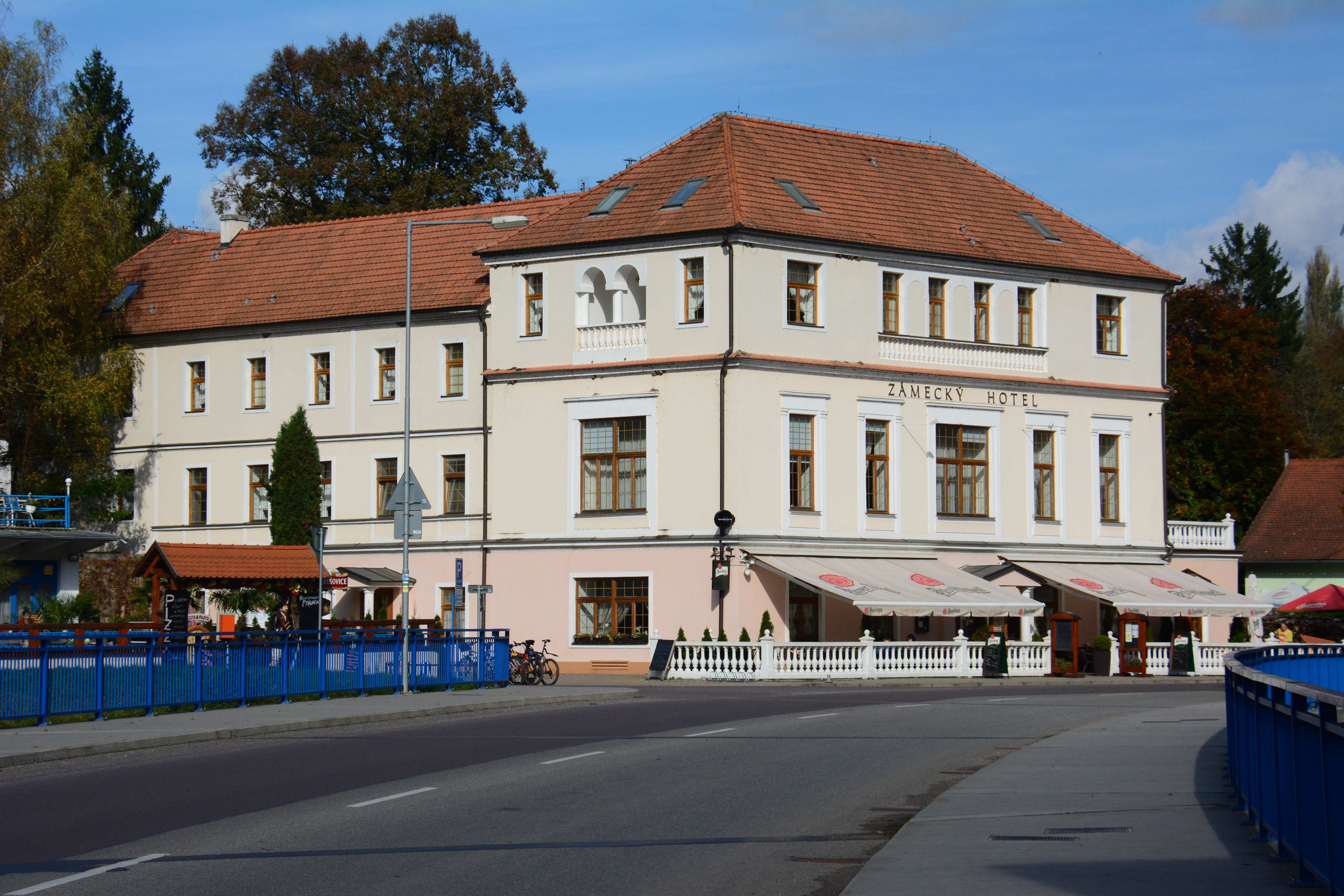
Zámecký hotel 2014. Původně součást manufaktury na keramiku.

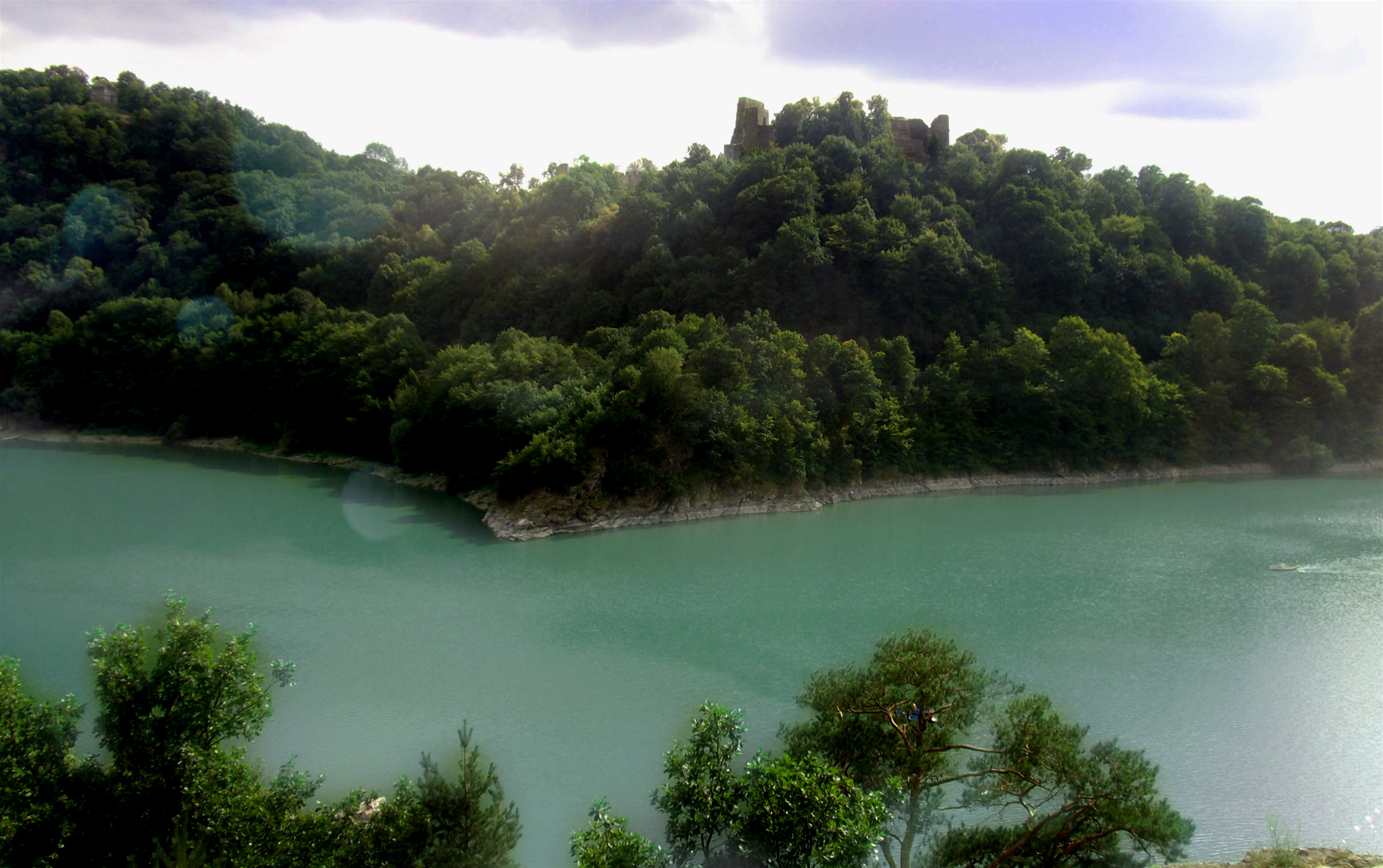
Pohled z vyhlídky na zříceninu Hradu Cornštejn nad Vranovskou přehradou u Bítova (2012).

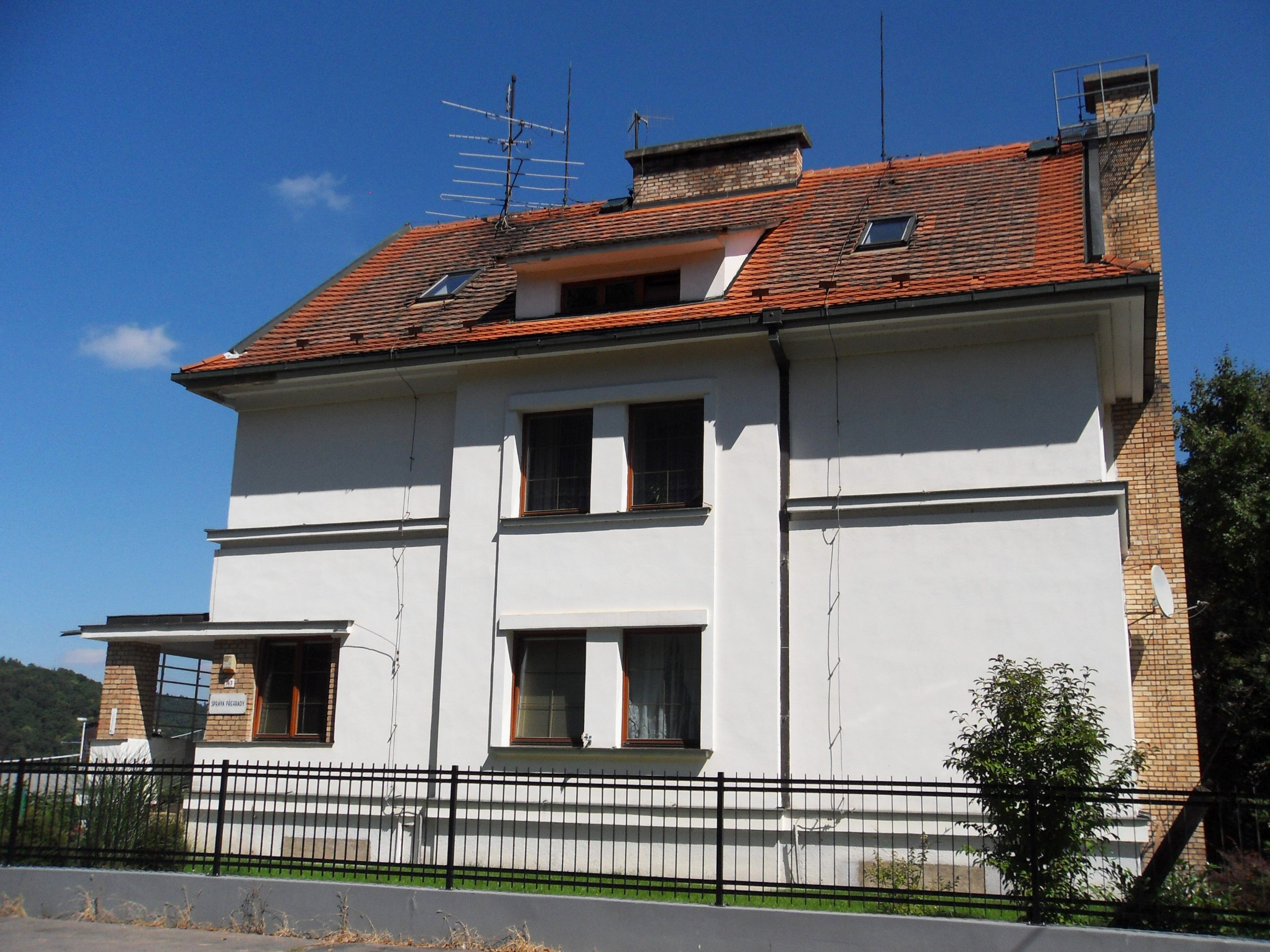
Budova správy přehrady ze 40. let 20. století.

Úkolem turistiky v Podyjí bylo vésti mládež k vlastenectví, podporovati menšiny, konati pohraniční národní stráž, pěstovati vzájemnost na hranicích státu, pečovati o přírodní památky (zejména zříceniny) a vydání průvodce.
90 let organizované turistiky v Telči 1921 -2011

### Táboření českých mládežnických organizací a trampové
Po pozemkové reformě těžil československý turismus ve Vranově z konfiskovaného lesního hospodářství, nezemědělské půdy a hradu Nový Hrádek u Lukova. Zříceninu hradu stát pronajal Klubu československých turistů, který v přední části zřídil noclehárnu pro mládež s 20 lůžky a v hájovně na prvním nádvoří veřejný hostinec. Valná většina táborové činnosti směřovala do lokality „Kaizengraben“ a „Kaizengrabenbach“, proto česká populace nazývala oblast „Junáckým údolím“ a „Junáckým potokem“. Junácký oddíl z Moravských Budějovic již rok po svém založení (1920) uskutečnil první putovní tábor Podyjí (Bítov, Vranov a Cornštejn), který pak oddíl provozoval i v dalších letech. Mimo skautských oddílů z blízkého okolí směřovaly na Vranovsko také skauti z Brna (Šlapanický skauting). Přestože se v roce 1919 založený Svaz junáků a skautů Republiky československé oficiálně prezentoval nepoliticky, vychovával k národnímu patriotismu a ve třicátých letech se neslo táboření v duchu militarizace (branný výcvik, sbírky na obranu republiky apod.) V roce 1938 skauti pomáhali armádě a policii s udržením pořádku.
Největším konkurentem na poli tábornictví se skautingu stala organizace YMCA. Do 31. prosince 1921 měly všechny vojenské domovy a zátiší přejít do rukou československé armády. V roce 1924 přibylo pod Ústředním YMCA výborem místní sdružení ve Znojmě, které disponovalo hlavní budovou, tělocvičnou, hřištěm a tábořištěm v Podyjí (1930 tábořiště Devět mlýnů). Vzhledem k tomu, že letní rekreace mládeže probíhala v duchu prvorepublikové ideové představy, měla YMCA plnou státní podporu. Vedle těchto typů mládežnické rekreace na Vranovsku zajišťovala přísun dětí prostřednictvím okresních péčí o mládež státní Zemská prázdninová péče. Zcela novým českým způsobem pobytu v přírodě se stal tramping. Trampské nevelké, většinou dřevěné, přístřešky se staly jakýmsi předchůdcem pozdějšího chataření. Několik trampských osad založili trampové přímo v údolí Dyje. Jedna z nich se nacházela na ostrohu pod Novým Hrádkem a další u opuštěného meandru pod Šobesem.

### Vranovská přehrada
Ke stavbě elektrické dráhy obdržel Ing. Ferdinand Schmidt (18. prosinec 1878 Vranov, † 27. září 1941 Vranov) první koncesi v roce 1910, ale již v roce 1912 bylo rozhodnuto, že se přistoupí ke stavbě jedné velké nádrže na horním toku řeky Dyje. Schmidt celý projekt přepracoval a v roce 1914 získal koncesi pro nový projekt. Téměř současně se pustil do přípravných prací a do vyjednávání o financování. Velké finanční krytí mělo pocházet také od investorů ze Švýcarska. Koncese a všechna s tím související práva udělená za Rakouska-Uherska byla platná až do roku 1920, kdy vypršel také nejzazší termín započetí stavby. Československý stát tento termín prodloužil jen o tři měsíce, což byl pro poválečnou situaci a zejména v té době nevyjasněné devizové podmínky pro financování domluvených švýcarských investorů, šibeniční termín.
Československé ministerstvo veřejných prací vypracovalo hned v začátku zákon o státní podpoře při zahájení soustavné elektrifikace, který byl 22. července 1919 národním shromážděním schválen. Elektrizací zákon pověřil všeužitečné elektrárny. „Rakouská úvěrová společnost na dodávání elektřiny“ (OELAG) ještě za monarchie založila „Rosické elektrárny“, které po válce koupil Zemský výbor moravský a založil novou společnost „Západomoravské elektrárny“. Schmidt investoval do svého projektu velké množství svých finančních prostředků a zatížil tak dluhy i osobní majetek. Proto nakonec pod tlakem všech nových skutečností koncesi Západomoravským elektrárnám prodal a plody svého 25letého snažení dal Zemskému výboru k dispozici. Schmidtův projekt (1923–1927 starosta Vranova) byl několikrát přepracován, zjednodušen a některé důležité prvky vynechány. Ke stavebním změnám docházelo i během vlastní stavby. Ferdinandu Schmidtovi byl přístup ke stavbě zejména pro kritiku projektu zakázán.
Přehrada se nezapsala do historie jen jako největší přehrada v republice, ale byla spojena také s velkou úplatkářskou aférou, která se tehdy propírala na stránkách tisku. Ještě před rozhodnutím o vypsáním stavby odešel hlavní stavební inženýr Míka (dosazený Českomoravskou stavební společností) do Švýcarska na stavbu přehrady Grimselsee, aby zde po dobu dvou let načerpal zkušenosti. Přednostou přehradního oddělení na ministerstvu veřejných prací byl Ing. Marek (jeho žena vlastnila například akcie Českomoravské stavební společnosti). Konsorcium firmy Pittel & Brausewetter, firmy Lanna a Českomoravské stavební společnosti poskytlo volebním stranám finanční příspěvky a v roce 1929 vyhrálo zakázku na stavbu Vranovské přehrady. V roce 1930 se započalo se stavbou, v roce 1933 s betonáží a v roce 1934 byla uvedena do zkušebního provozu.
„Při projednávání aféry vranovské přehrady hájili se žalovaní zástupci stavebního konsorcia, že byli k úplatkům donuceni, aby se vyhnuli šikanování dohledacího úředníka...V procesu se stavbou vranovské přehrady vyšlo najevo, jak projekt byl nedostatečně připraven. Bylo nedostatečně připraveno prostudování základové půdy, což snad je odůvodněno tím, že by si to bylo vyžádalo značného nákladu, nebyly však včas ani připraveny smlouvy o výkupu pozemků...“
Ing. Pelnář, Korupce při veřejných pracích str. 38, Přítomnost 22. ledna 1936

### Čedok
S rozvíjejícím se československým turismem a s novou přehradou se ve Vranově začali objevovat rekreanti české cestovní a dopravní kanceláře Čedok, která spojovala Československé státní dráhy, Zemský cizinecký svaz (1929 Československé ústředí cizineckého ruchu) a Banku Bohemia. Ještě před dostavbou přehrady si lodní dopravu na vodní nádrži plánoval obranářský spolek Národní jednoty pro jihozápadní Moravu pod vedením náměstka primátora města Brna Jana Máši. O koncesi si zažádal také Klub československých turistů, který plavbu nakonec provozoval a zahájil 11. července 1934 s motorovou osobní lodí J. MÁŠA pro 30–40 osob. Podnikatel Ladislav Prchal ze Šumné si zažádal o koncesi také a nakonec vytvořil společně s Národní jednotou i Československým klubem turistů sdružení „Plavební klub“. Lodní doprava zajišťovala i převoz přes Švýcarskou zátoku na pláž k vybudovaným lázním (lodě Máša (1934), Lada (1935), Brno (1936) a Morava (1939). Členové vranovské lodní flotily nosili bílé uniformy a kapitáni lodí při míjení plavidel na pozdrav salutovali. Stát pomohl zřizovatelům výhodnými pronájmy pobřežních pozemků a později i finančními dotacemi. Dne 11. července 1934 se konala „téměř národní slavnost“.
„...Podporou několika málo jednotlivců a obětavou ochotou některých členů místního odboru Národní jednoty ve Vranově bylo možno dokončiti přípravy tak, že 10. července 1934 byla provedena komisařem Čs. Plavebního úřadu v Praze Ing. Pekárkem prohlídka motorového člunu Máša, vykonána zkušební jízda do Bítova a vydáno vysvědčení způsobilosti pro kapitána první naší lodi na vranovské přehradě. Zkušební jízdy zúčastnil se starosta dr. K. Mrázek, pak místostarosta řeď. Hošek a členové plavebního kuratoria říď. uč. Veleba, cestmistr Bečička a Fr. Frantík z Vranova. Od 11. července 1934 brázdí pyšně vody nad přehradou motorový člun „Máša“. Pohodlně možno zde umístit 30-40 osob. Dopravní řád je zatimní. Jezdí se denně zpravidla o 14. hod. z Vranova do Bítova a zpět se zastávkami u Lančova a Chvalatic… Mimo to se konají okružní jízdy jen nad přehradou. Za cestu do Bítova je stanoveno jízdné 6 Kč, za okružní projížďku 2 Kč. Na protějším břehu Švýcarského údolí je na rychlo zřízeno koupaliště, sluneční lázně a loďaření...Dne 19. srpna 1934 hodláme oficielně zahájit plavební podniky přiměřenou slavností. Podrobný program bude uveřejněn v časopisech. Připravujeme na ten den zájezdy na Vranovskou přehradu.”
 Hraničářská stráž, I., 1934, str. 182 až 184

### Svaz německých horolezeckých a turistických spolků

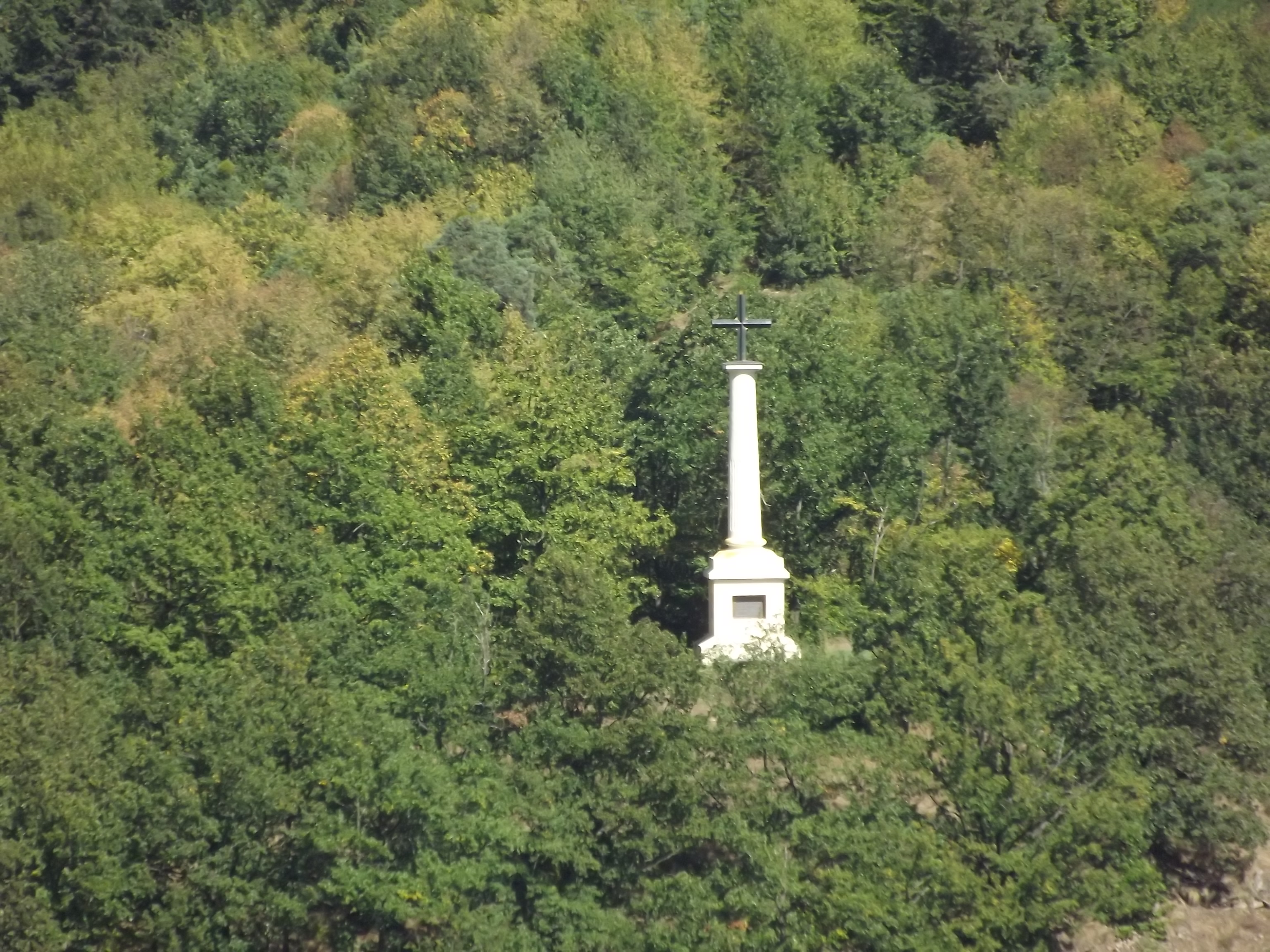
Kříž hraběnky Mniszkové, skalní útes, SV od zámku, Vranov nad Dyjí 2012

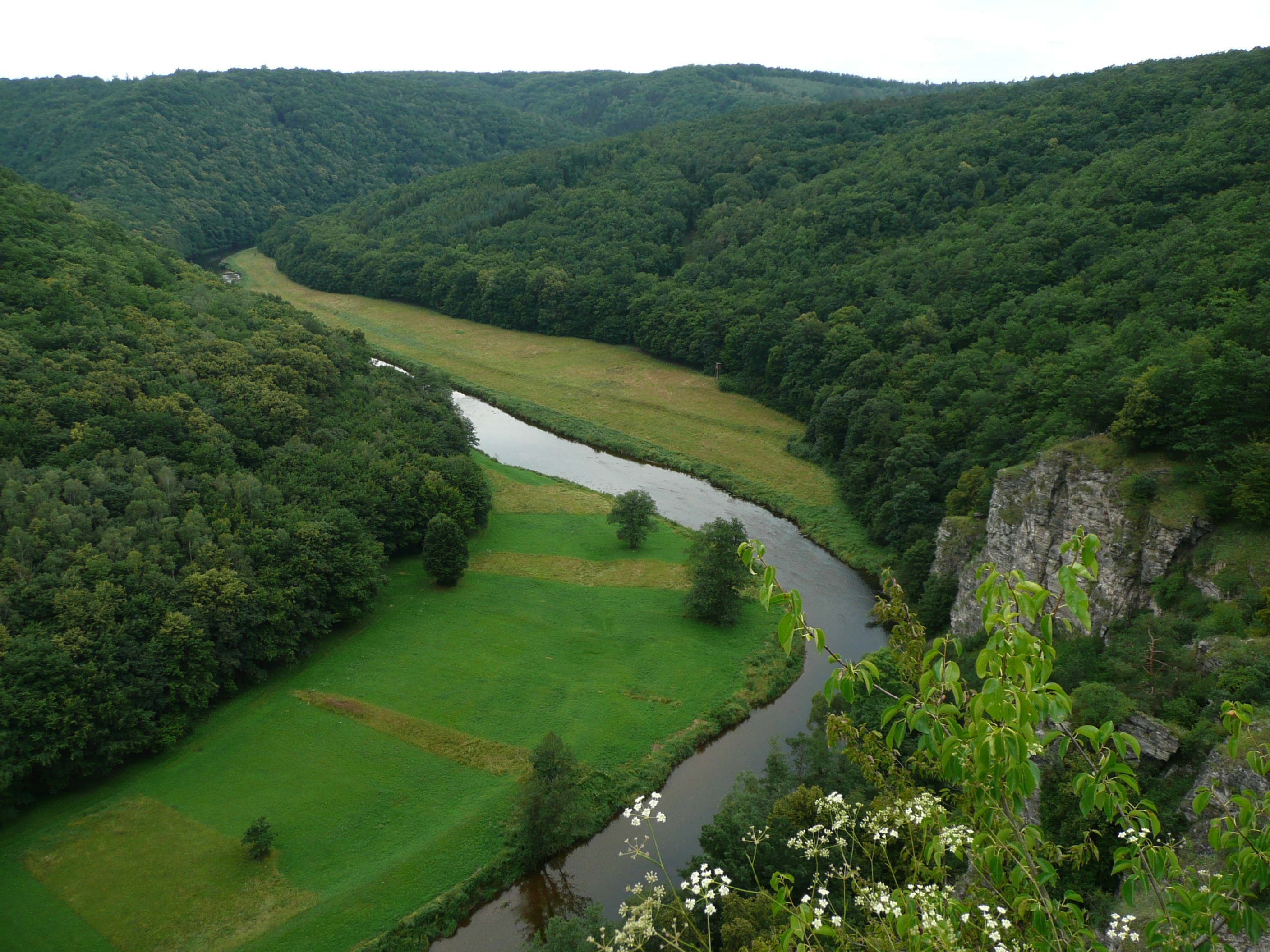
Údolí Dyje po Vraní skálou.

Turistika, která před rozpadem monarchie náležela ve Vranově plně do rukou německého obyvatelstva, přinášela oproti jiným národnostním střetům zcela neskrývané konflikty. Docházelo k vzájemnému ničení turistického značení, poškozování materiálního zázemí, k nadávkám a občas i k fyzickému napadání. Největší spor se vedl o názvy na ukazatelích a turistické značení. Sudetští Němci se proto také orientovali v cestovním ruchu na říšské Němce, organizovali společné výlety, oslavy a sdíleli čím dál více vzájemné organizační prolínání. Vzhledem k tomu, že muselo dojít k přetrhání kontaktů na Rakouský turistický klub, fungovala za první republiky celá řada německých regionálních turistických spolků, které sdružoval „Hauptverband deutscher Gebirgs- und Wandervereine in der Tschechoslowakischen Republik (HDGW)“ (Hlavní svaz německých horolezeckých a turistických spolků). Německým spolkům v meziválečném období přesto narostla dvakrát (někde až třikrát) členská základna a dařilo se jim realizovat své projekty. Výjimku tvořily Okrašlovací spolky. Jak znojemský tak i vranovský Okrašlovací spolek spojoval členskou základnu obou národností. To však mělo zcela prozaické vysvětlení. Okrašlovací spolky za monarchie tvořilo německé měšťanstvo, představitelé nebo zástupci města či němečtí živnostníci. Po jazykovém zákoně a v německém pohraničí dosazená česká správa rozhodovala nejen o výstavbě, ale také o financích. Přijmout české představitele města do německého spolku se stalo nezbytnou nutností k realizaci jejich plánů.

### Německá křesťanská mládež Staffelstein
Stanovy spolku „Bildungs und Wanderbund christlich-deutscher Studenten Staffelstein“ přijalo ministerstvo vnitra 30. listopadu 1920 pod č. j. 73659/6. Ustavující schůze s předsedou dr. Alfredem Grimmem a místopředsedou dr. Eduardem Wintrem se konala 14. prosince 1920. V roce 1924 mělo mládežnické hnutí Staffelstein sedm žup: Egerland, Erzgebirge, Nordböhmen, Ostböhmen, Nordböhmen/Schlesien, Südmähren, Südböhmen a dvě městské župy v Praze a Bratislavě. Mládež se dělila na Svaz hochů a Svaz dívek (12–18 let) a od roku 1928 také na Společenství starších (Älterenschaft) a Kruh vysokoškoláků (Hochschulring den Bund Staffelstein). Organizace vydávala periodický časopis «Staffelstein». V roce 1935 vstoupila do sudetské zastřešující organizace německých mládežnických organizací „Sudetendeutsche Jugendgemeinschaft“. Mimo sportovní a tělovýchovné činnosti pořádali turistické zájezdy a budovali noclehárny a letní domovy. Německá katolická mládež ze Znojma si zřídila jednoduchou ubytovnu v údolí Devíti mlýnů. V tzv. „Zemském mlýně“ měla pronajaty dvě místnosti.
„Stal se takovým naším "zemským domovem“ krátce po jeho namáhavém zřízení - v „noční“ místnosti jsme si zařídili palandy se slamníky a v „denní“ jsme zazdili kamna s velkým kotlem na vaření. Jedné neděle se objevil český četník a sdělil nám, že zde bydlící rodina Tománkova není oprávněná cokoli pronajímat - mlýn je v majetku státu a my ho musíme ihned opustit. Díky spojenému úsilí některých našich rodičů společně s tehdejšími poslanci a pozdějším ministrem Zajíčkem došlo k příznivému obratu neboť „zemský domov“ nám zůstal zachován a byl více než 10 let výchozím bodem mnoha výletů a zajímavých mladistvých zážitků.”
Bruno Kaukal, Jihomoravská ročenka 1997, str. 58 - 71.

### Předválečná turistická základna
Vranov před druhou světovou válkou disponoval 170 hotelovými pokoji a 200 letními byty, koupalištěm se 40 kabinami, 5 tenisovými kurty, spoustou krátkých turistických stezek (Rosenhain, Maria Schutz, Gräfinwiese, Kainzengraben, Feliciental, Breitauer Lusthaus, Clary-Kreuz, Eisleiten atd.), ale také turistickými trasami pro celodenní výlety do městečka Hardegg, ke zřícenině Kaja, k loveckému zámečku Karlslust, ke hradům Cornštejn, Bítov a Frejštejn, po zbudování přehrady jednou městskou pláží a jednou privátní pláží německých turnerů. V městečku fungovala taneční škola, konaly se velkolepé koncerty a nechybělo ani kino. Například v roce 1933 se konalo na zámku divadelní představení her Jedermann a Das Salzburger große Welttheater od autora Huga von Hofmannsthala nebo Schillerův Wilhelm Tell. Postupný průnik nacistických myšlenek do turistického spolku lze pozorovat od třicátých let 20. století. O masovém přijetí těchto idejí lze však hovořit až z jara 1938. Proti se stavěl jen německý socialistický turistický spolek „Přátelé přírody“.

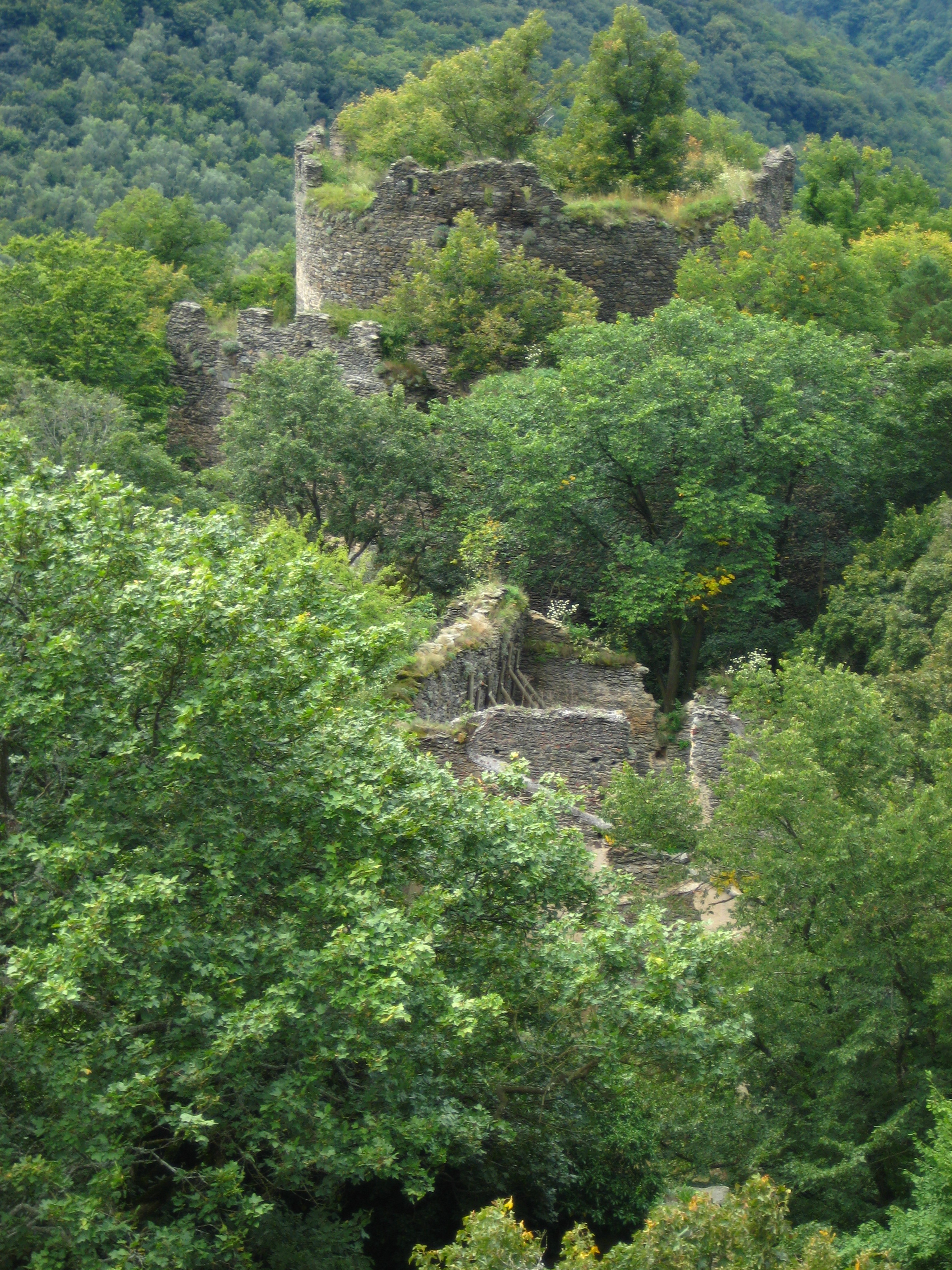
Zřícenina Nový Hrádek 2009

Finanční situace hraběte Adama Zbyňka Lea Stadnického nebyla po konfiskaci majetku jednoduchá. Vzhledem k tomu, že se zaměřoval na budování podtatranských rezidencí a investoval do haličského majetku, vybudoval u vranovského mostu přes Dyji (Leopoldstadt) v roce 1930 čtyřpodlažní „Zámeckou vilu“ s dvaceti pokoji, kterou úspěšně pronajímal výletníkům a rekreantům. Po racionalizaci zámeckého personálu zpřístupnil pro turisty vstupní sál zámku, sál předků, jižní terasu a tzv. ložnici Pignatelli. Dokonce zašel tak daleko, že v době nepřítomnosti celé rodiny si mohli výletníci prohlížet i některé salony v prvním patře. V době budování přehrady prodával dřevo na stavbu, dále řídil chod dvou zemědělských dvorů, vybudoval elektrickou pilu a v roce 1920 elektrifikoval zámek. Na vranovské hony se sjížděla příbuzenská šlechta a prominentní hosté.
Na cestovní ruch se orientovali i vranovští podnikatelé. Mlynář Inozenz Jelen si vystavěl za prodaný mlýn a pozemky honosnou vilu již v roce 1927 a investoval do autodopravy. Josef Schimerka zakoupil budovu bratří Klingrových z Vídně (bývalá výroba hedvábných stužek) a přebudoval ji na „Hotel Schimerka“ a cukrárnu s tanečním parketem. Zemský vrchní stavební rada Ing. Karel Navrátil si z mlýnu „Mittermühle“ postavil vilu Navrátil (nakonec budova sloužila jako dětský domov), v Junáckém údolí byla údajně pro Hanu Volákovou postavena Hanina vila. Na počátku 20. století se hoteliérství věnovali i mlynáři. Nabízeli koupání v řece, houbaření a romantické výlety po místních turistických trasách. Letní hosty přijímal například Novohrádecký mlýn nebo mlynář Gruber.
Zámecký hotel (Schlosshotel) provozoval hoteliér Hans Ties. Inzeroval 36 moderních pokojů, koupání v řece, výtečnou vídeňskou kuchyni, vlastní víno, budějovické a znojemské pivo, autobus ke každému vlaku, auto na objednávku a dvakrát týdně koncert Jazzband. Plná penze stála s celým zaopatřením v květnu až červnu 26 Kč, v červenci až srpnu 30–32 Kč. V hotelu sídlila Národní jednota pro jihozápadní Moravu, která zde nabízela studentskou noclehárnu. V roce 1934 koupil Klub turistů od správy přehrady jeden pavilon, kde zřídil turistickou noclehárnu. Hotel Thaya provozoval Wilhelm Anderle a Viktor Wittek cukrárnu s terasou. Ten provozoval i německou turistickou a mládežnickou noclehárnu. Franz Kontner nabízel prvotřídní uzeniny a Johann Trinkel ve své řeznictví masné a uzenářské výrobky.
„Další, čtvrtý, mlýn po proudu řeky rodina Gruberových na počátku třicátých let 20. století přestavěla na hotel. Nabízel téměř šedesátku pokojů a restauraci s terasou, která měla podle pamětníků až pět set míst k sezení. Hotel Gruber lákal turisty z Brna i z Vídně. Když si hosté po výstavbě Vranovské přehrady začali stěžovat na příliš chladnou vodu v Dyji, přeměnil majitel hotelu v roce 1936 svoji zeleninovou zahradu mezi řekou a náhonem na bazén.“
Bruno Kaukal, Jihomoravská ročenka 1997, str. 58 - 71.

### Automobilový klub a mototuristika
S rozvíjející se automobilovou turistikou se objevila potřeba nabídky autotras a automap, označení benzínových pump, lepší kvality silnic a garážování či parkování aut. Například v roce 1937 se ze Znojma vyjíždělo do Podyjí po Pražské třídě kolem Masarykovy obytné kolonie, po asi 300 metrech se u čerpací stanice a kiosku odbočilo na okresní silnici k Hradišti, přes most do prudkého kopce a na Hradišti pak odbočkou na silnici k Mašovicím. Z Mašovic vedla cesta do Podmolí a za Podmolím po asi 1 a půl km následovala odbočka na polní cestu vlevo k Novému Hrádku, kde byl umístěn dřevěný sloup s tabulkou. Lesní cestou se vjíždělo do obory, kde na rozcestí stála turistická značka s cedulí „K Novému Hrádku“. Touto cestou přijížděly dokonce i autobusy s výpravami. Spádem pak pokračovala trasa starou bránou na nádvoří zříceniny. Zde auta parkovala a vybírala se 1 Kč. Vstupné na ochoz činilo 50 haléřů za osobu. Ve věži zřídil Klub turistů improvizovanou noclehárnu s kavalci, slamníky, stolem a židlemi. Občerstvení poskytovala manželka pana hajného paní Stüdl, která nabízela vajíčka, uzeninu, mléko, sýr, budějovické pivo v lahvičkách a ve sklepě uchovávala víno «Heurige». U stolu pod lipami podávala večeři a ráno kávu.
Zajíždět se mohlo i dolů k Novohrádeckému mlýnu s restaurací a letními byty. V těchto místech se povolovalo v lese táboření. Z okresní cesty pokračovala trasa do Lukova, pak do Břečkova a do Čížova a lesem dolů k Hardeku. Před mostem se stavěla nová celnice (1937) a stál zde bufet. Celník kontroloval pasy nebo prodával za 6,50 Kč turistickou propustku do Rakouska. Mimo toho se nacházel ve Znojmě v Obrokové ulici Autoklub, kde vydával obchodník Jan Hlávka veškeré celní i policejní papíry pro přestup hranic. Z Hardeka se pokračovalo na Břečkov, Liliendorf a serpentinami do Vranova. Parkovat mohli autoturisté přímo před zámkem a za přehradní hrázi u restaurace Lodního klubu. Zde se také nacházela benzínová pumpa a druhá na náměstí. Restaurace podávala českou kuchyni, českobudějovické pivo i jihomoravské víno. Plavební klub pořádal půlhodinové vyjížďky a na protější straně u bývalého Švýcarského údolí využívali turisté lázně. V restauraci bylo možné také objednat průvodce pro elektrárnu.
Po okresní silnici do kopce se automobilisté vydávali k Lančovu a polní cestou za obcí k hradu Cornštejn. Na levé straně pod hradem si v zátoce založili přátelé přírody tzv. sobotníci osadu „Hatinov“. Po nové silnici se jezdilo k druhému mostu na prohlídku zatopeného Bítova a zpět přes první most do Nového Bítova. Za Bítovem vedla doleva docela dobře sjízdná polní cesta na hospodářský dvůr Vranč a alejí se zajíždělo až k hradu Bítovu. Celodenní výlet autem pokračoval za «Popelnou» lesem přes Chvalatice až na křižovatku, kde se odbočovalo vpravo na obec Šreflovou, Štítary, Šumvald a po dalším odbočení vpravo na Liliendorf, přes Vracovice, Milíčovice a Citonice k osadám «Kasárnám». Po státní silnici vlevo odjížděli turisté ku Praze, vpravo do Znojma a k Brnu. Celý okruh činil přibližně 90 km a dal se automobilem i s přestávkami, koupáním a tábořením zdolat za jeden den.

## DAF-Kraft durch Freude
„Kraft durch Freude“ (KdF) rekreační nacistická organizace Třetí říše byla integrována pod Německou pracovní frontou (Deutsche Arbeitsfront – DAF). Jedním z hlavních úkolů KdF bylo organizování domácích a zahraničních zájezdů pro dělníky a zaměstnance. Program KdF byl velmi rozmanitý. Vedle dovolených nabízel také návštěvy výstav a divadel, plavecké kurzy nebo třeba kurzy šití. V souladu s národně-socialistickou ideou došlo k zvýšení dovolené na 14–21 dní a volný čas měl sloužit k utužení zdraví německého národa.

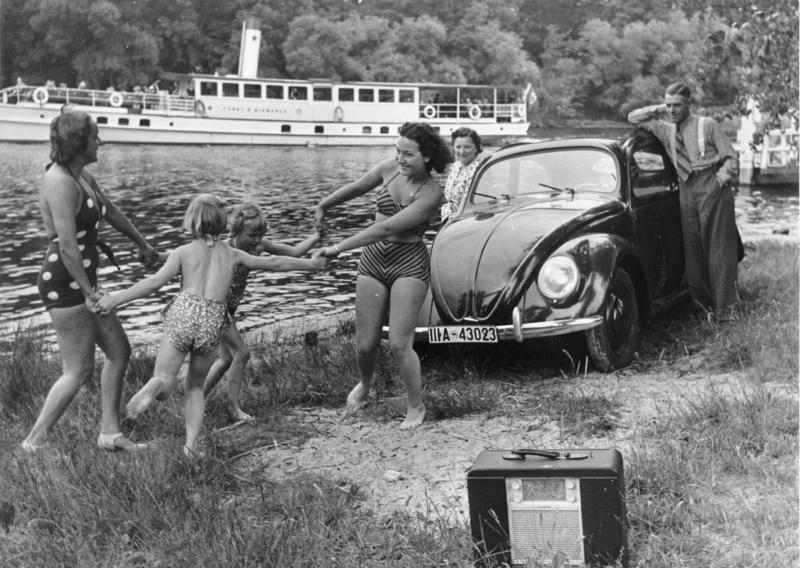
Ilustrativní fotografie zachycující rodinu s KdF-Wagen a Volksempfänger kolem roku 1940.

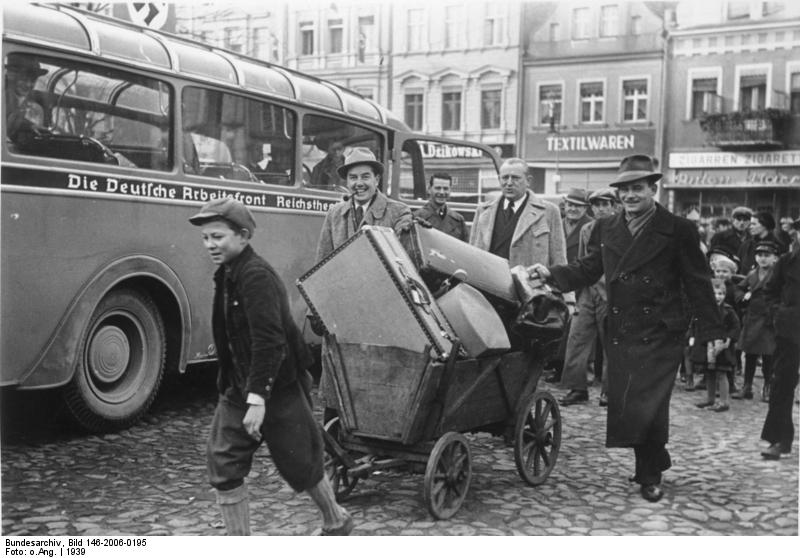
Ilustrativní fotografie s autobusem Die Deutsche Arbeitsfront - Reichsteater, mládež pomáhá KdF hercům po příjezdu s kufry (1939).

Organizované zájezdy patřily k těm nejoblíbenějším aktivitám KdF německého obyvatelstva. Na starosti je měl „Amt für Reisen, Wandern und Urlaub“ (Úřad pro cestování, turistiku a dovolenou). Největší část agendy zabíraly zájezdy a výlety do tří dnů a pohybovaly se v cenové relaci od 1 do 5 DM (při průměrné mzdě 150 DM). Účastníky zájezdu dopravovala KdF do destinací zpravidla vlakem. Zavedením národně socialistického masového turismu ubytovací kapacita KdF brzy nestačila. Dovolenou zajišťovaly zpravidla zvláštní vlakové soupravy.

### Plánování národně-socialistického cestovního ruchu
Po přiřazení pohraničních oblastí k Dolnímu Podunají spadal Vranov pod zemský turistický svaz „Landesfremdenverkehrsverband Niederdonau“. Na plánu výstavby „nového cestovního ruchu“ se mělo podílet veškeré na výdělku zainteresované obyvatelstvo, takže byli v dubnu 1939 všichni hoteliéři, majitelé hostinců, penzionů, kaváren, koupališť, poskytovatelé letních bytů, ale také živnostníci, obchodníci, lékaři atd. vyzváni k zapojení v turistickém svazu „Fremdenverkehrsverband“. Místním sdružením předsedali starostové obcí, rada sestávala ze zástupců okresní a krajské správy a také zástupců jednotlivých profesních skupin obyvatelstva.
V lednu 1939 se uvažovalo o výstavbě železní dráhy Znojmo-Slavonice-Nová Bystřice (Bahnprojekt Znaim-Zlabings-Neubistritz) a taktéž o železniční přípojce ze Šumvaldu do Vranova, která měla v podstatě kopírovat zrušenou stavební vlečku k přehradě a zajistit možnost přímých výletních vlaků z Vídně. „Landesfremdenverkehrsverband Niederdonau“ vydal průvodce: „Thayatal, Niederdonau a Autofahrten in Niederdonau“. Ve své počáteční euforii plánoval v poválečném čase také zlepšení autobusové, lodní, letecké a železniční infrastruktury a uvažovalo se také o výstavbě panoramatické silnice (Panoramastraße Thaytal).
Do Vranova začalo proudit tolik turistů, že nestačily hostinské pokoje. Všude se to hemžilo turisty a autobusy NS-organizace „Radostí k síle“ (NS.-Gemeinschaft Kraft durch Freude), která vydávala jednou měsíčně „KdF-Monatsheft“ za 10 říšských feniků (Rpf). Vídeňská centrála sestávala z oddělení „Deutsche Volksbildungswerk“ (pro lidovýchovu a vzdělávání) a oddělení „Reisen, Wandern, Urlaub“ (pro cestování, turistiku a dovolené). Autobusy odjížděly ze 7. vídeňského okresu Seidengasse čp. 15 o půl sedmé ráno a jízdenka Znojmo-Vranov stála 7,60 říšských marek (RM).
Rakouský alpský spolek (Österreichischer Alpenverein) pořádal v neděli 23. dubna 1939 autobusový zájezd na jižní Moravu s odjezdem v půl sedmé od zastávky „Stadtbahnhaltestelle Mariahilfer Straße-Westbahnhof“. Dopoledne se konala prohlídka Mikulova a Znojma, kde byl naplánován oběd, cesta pokračovala do Vranova, lodí po přehradě, návštěvou hradu v Hardeggu a městečka Retzu. Cena zájezdu byla stanovena na 9,00 RM a plánovaný návrat do Vídně o 21. hodině.
O Velikonocích pořádal rakouský deník Volksblatt ve spolupráci s cestovní kanceláří „Austrobus“ (Karl-Lueger-Ring) dvoudenní autobusový zájezd do Vranova-Znojma-Mikulova. Odjezd se konal v 8.00 z Vídně (Liebenberg-Denkmal) o Velikonočním pondělí, které turisté strávili i s noclehem ve Vranově. Druhý velikonoční svátek zájezd pokračoval do Znojma a Mikulova. Cena zájezdu za 17,20 RM na osobu zahrnovala jízdné, dva obědy, jeden nocleh, jednu večeři, jednu snídani a spropitné. Jen během těchto dvou dnů se pohyboval počet automobilů na hrázi kolem 800 a stejný počet turistů využil okružní jízdy po přehradě. Ubytovací kapacita byla desetkrát vyšší než v uplynulém roce 1938.
Lodní doprava, která přešla pod německou správu komunálního svazu „Kreiskommunalverband Znaim“, byla slavnostně zahájena v sobotu 29. května 1939 za účasti formací NSDAP, HJ a BDM, stranických a státních zástupců a za účasti wehrmachtu. Městečko získalo také novou dlážděnou silnici a prošlo mnohými úpravami. Opravou prošla také lodní flotila šesti motorových lodí, které obdržely německá jména. Slavnost byla ukončena velkým ohňostrojem. V květnu 1939 prohlásil svaz pro cestovní ruch městečko Vranov, Frejštejn, Miroslav, obec Šumvald a město Znojmo za „Fremdenverkehrsgemeinde“ (turistickou obec).
Vranov navázal partnerství s bavorským rekreačním městem Starnberg u Starnberského jezera, odkud si autodopravce Johann Walka nechal zaslat v té době největší motorovou loď Aida a nazval ji podle družebního města „Starnberg“. Loď s největší pravděpodobností cestovala po železnici z Vídně do Šumné a dále na nákladním automobilu do Vranova. Jejího slavnostního spuštění na jezero 15. srpna 1939 se účastnil okresní vůdce Bornemann, landrát Dr. Grazer a znojemský starosta Urban. V létě 1939 přijíždělo do Vranova o nedělích kolem 200 až 500 dopravních prostředků (autobusy, auta, motorky), které značně výřily prach a městečko bylo nuceno hlavní ulici stříkat vodou, takže se uvažovalo o vyasfaltování.

### První válečná opatření a úspory
Od 2. října 1939 začal platit přídělový systém. Potravinové lístky se vydávaly pro: maso, mléko, mléčné výrobky, oleje, tuky, cukry a potraviny jako krupice, rýže, ovesné vločky a těstoviny. Řezníci a prodavači potravin vedli seznamy svých zákazníků a hostince musely zavést dva bezmasé dny v týdnu. V prosinci přibyly poukázky na textil a obuv. Službu RADwJ a tzv. Pflichtjahr (povinný rok) vykonávaly dívky a svobodné ženy BDM v zemědělství (například Stálky, Korolupy, Starý Petřín), ale také v cestovním ruchu, kde zpočátku pracovaly jako pokojské v menších provozech. Se zavedením KLV-táborů a ozdravných dětských akcí byly nasazovány jako pomocnice k dětem nebo později v táborech a ubytovnách etnických Němců.
Vrcholné období masové národně socialistické turistiky skončilo rokem 1940. Zaváděla se úsporná opatření. Ubývaly dálkové zahraniční zájezdy a podpora NS-státu se omezila na hromadné zájezdy po nejbližším okolí. Říšské dráhy přepravovaly jen povolený kontingent civilního obyvatelstva a ubytování v turistických destinacích se řídilo stupněm naléhavosti. Přednost měli vojáci wehrmachtu na dovolené a jejich rodinní příslušníci a dále dělníci ze zbrojního průmyslu nebo z podobných průmyslových odvětví. Z některých ubytovacích zařízení se stávaly rezervní lazarety nebo byly zabírány pro wehrmacht, čímž se činnost KdF zaměřovala především na zábavu v nemocnicích nebo na kulturní pořady pro vojáky na dovolené.
Junácká a YMCA tábořiště společně se sokolovnami přecházely od roku 1940 do užívání Hitlerjugend. Toho léta se nacházel ve Švýcarské zátoce stanový tábor znojemského praporu HJ s 89 nejmladšími chlapci (Pimpfe) z celého okresu, v Lančovské zátoce tábořili nejmladší HJ-chlapci z Vídně, ve Vranově stanovaly BDM-dívky na říšské pracovní službě (Arbeitsmaiden) z Jaroslavic, nejmladší BDM-dívky (Jungmädel) z Hollabrunnu a volnočasový tábor zde měla i DAF, která toho roku odstartovala táborovou akci s tábory: Breitenstein am Semmering, Waidhofen an der Ybbs, Vranov, Hoheneich a Moravský Krumlov. V župě Dolní Podunají se nacházelo v létě 1940 74 HJ-táborů s 9 000 HJ-chlapci a 8 000 BDM-dívkami. V Hardeggu vyrostl nový výcvikový tábor pro HJ-vůdce pro okresy Znojmo, Mikulov, Hollabrunn, Mistelbach, Gänserndorf a Korneuburg s kapacitou 500 lůžek. V podzimních dnech využívaly BDM-dívky SA-Heim ve Vranově. Další výcvikové tábory se konaly ve Frejštejně (Podhradí nad Dyjí).
Na začátku roku 1942 vlastnila znojemská DAF už jen dvě turistické ubytovny (Wanderheime) a kulturní představení zajišťovali místní hudební, pěvecké nebo divadelní soubory. Ve Vranově zřídilo oddělení DAF-lidové školy (Deutsches Volksbildungswerk) Hudební školu pro mládež a dospělé (Musikschule). Úsporná opatření v autobusové dopravě se na okrese objevila v červnu 1940: na tratích Znojmo-Nová Bystřice, Znojmo-Vranov, Frejštejn, Vratěnín, Znojmo-Hardegg, Znojmo-Pohořelice, Znojmo-Waldsee, kde byla zrušena doprava o nedělích a svátcích a u ostatních tratí došlo ke snížení počtu linek.

### Válečné využívání ubytovacích zařízení
V polovině října 1940 přijela do městečka první vlna 250 etnických Němců (Volksdeutschen) z Besarábie. Ubytováni byli v hotelu Schimerka a v SA-Heimu. Ještě tento rok dorazili další etničtí Němci z Dobrudžy a Vranov plnil až do konce války funkci přesídlovacího tábora (Umsiedlerlager). „Dobrudschadeutschen“ oslavili ve Vranově po získání říšského občanství ještě Vánoce 1942 a následně jim byla přidělována půda v Protektorátu Čechy a Morava (také Říšská župa Povartí, Lotrinsko, Halič a Jižní Štýrsko).
Oblast Dolního Podunají patřila díky svému převážně zemědělskému zaměření do zájmové oblasti rozšířeného programu Kinderlandverschickung. Drosendorf se stal zázemím dívčího KLV-tábora a do Frejštejna směřovali chlapci. Na jaře 1941 převelelo Říšské oddělení KLV vlak se čtyřmi dívčími třídami z Berlína z původně plánovaného tábora ve Východním Prusku do Vranova. V roce 1942 došlo k zastavení lodní dopravy a nad hrází přibyla na mohutných sloupech jako ochrana před bombardováním spojeneckých vojsk záchranná síť. Také fasáda zámku obdržela maskovací nátěr. S omezováním autobusové dopravy obnovily říšské dráhy (jízdní řád 1942/43) vlakové spoje č. 1745 a č. 1746 mezi Znojmem a Šumnou s odjezdem ze Znojma v 17.20 hodin a se zpětným příjezdem v 18.31 hodin. Za finančního přispění župy, okresu a správy přehrady byly vybudovány dva nové mosty přes Dyji u Nového Hrádku a u Devíti mlýnů.

### Vyhlášení totální války
V únoru 1943 Říšské ministerstvo hospodářství (Reichswirtschaftsministerium) zavřelo všechny podniky z odvětví obchodu, řemesel i pohostinství, které přímo nesouvisely se zásobováním obyvatelstva. Vyhláška se netýkala obchodu s potravinami, uhlím, osivem, hnojivem, krmivem a se zemědělskými stroji. Na pekaře, řezníky a mlynáře se vztahovala výjimka a v cestovním ruchu ministerstvo uzavřelo všechny zábavné podniky, bary, noční podniky a hotely, které k provozu potřebovaly velký počet zaměstnanců. Z vyhlášky ministerstvo vyloučilo všechny provozy sloužící wehrmachtu, dále pro „Kinderlandverschickung“ a všechny ubytovací a stravovací zařízení fungující k podobným účelům. Vyhlášení totální války a nedostatek financí se projevily na údržbě turistického zařízení. Rokem 1943 započala éra příchodu obyvatel z vybombardovaných oblastí. Přední část Nového Hrádku sloužila jako ubikace totálně nasazených polských žen zaměstnaných v zemědělství u sedláků v Lukově a v lese. Na konci července 1943 navštívil ukázkový letní tábor vídeňské HJ (Sommerlager) ve Švýcarské zátoce Reichsleiter Walter Buch (Vorsitzende des Obersten Parteigerichts der NSDAP) za doprovodu Ortsgruppenleitera Scheubreina a Kreisletera Bornemanna.

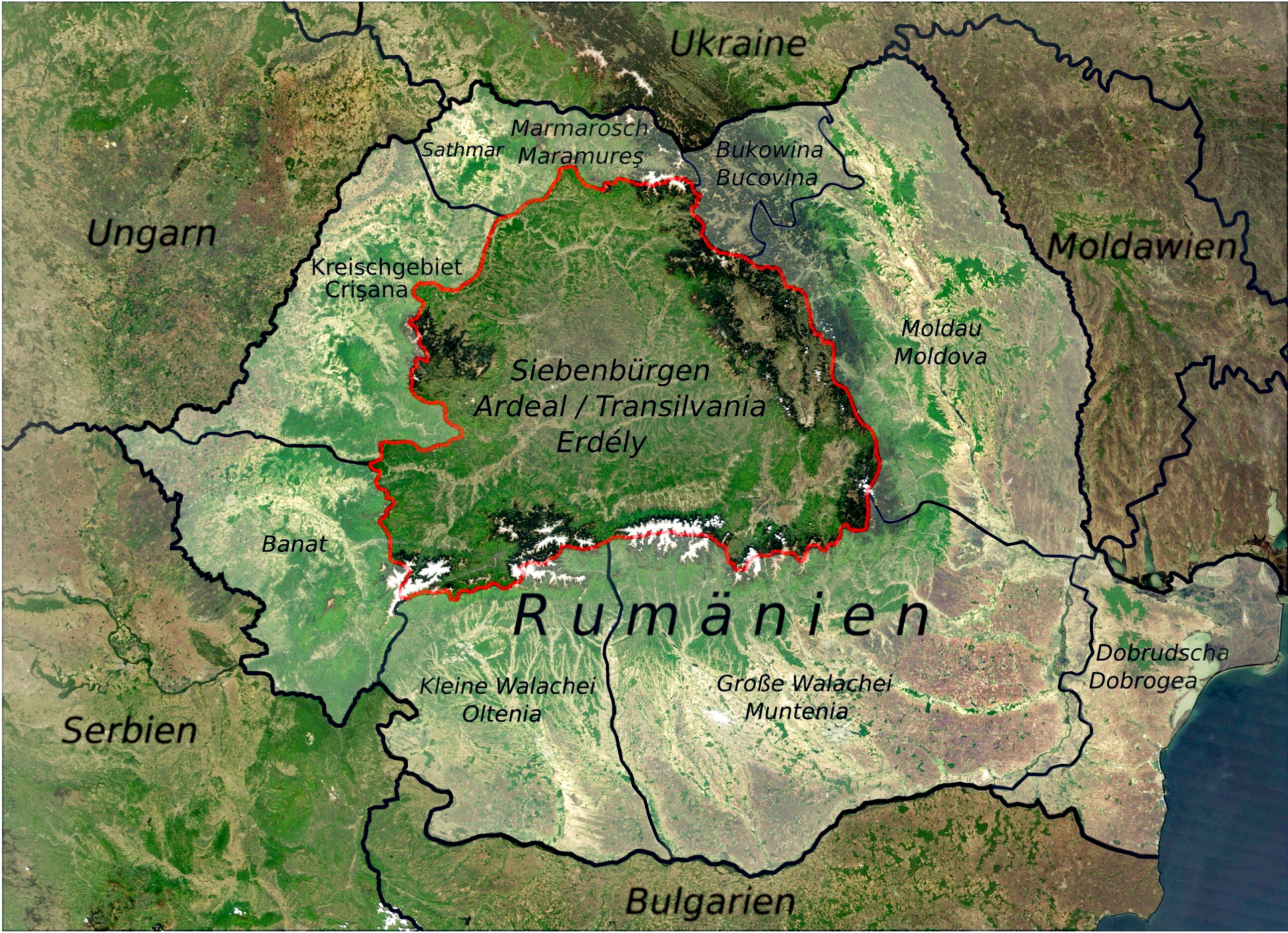
Transylvánské Alpy s historickými oblastmi Rumunska a Moldávie (německy Banat, Dobrudscha, Kreischgebiet, Maramureș, Moldau, Sathmar, Siebenbürgen, Walachei).

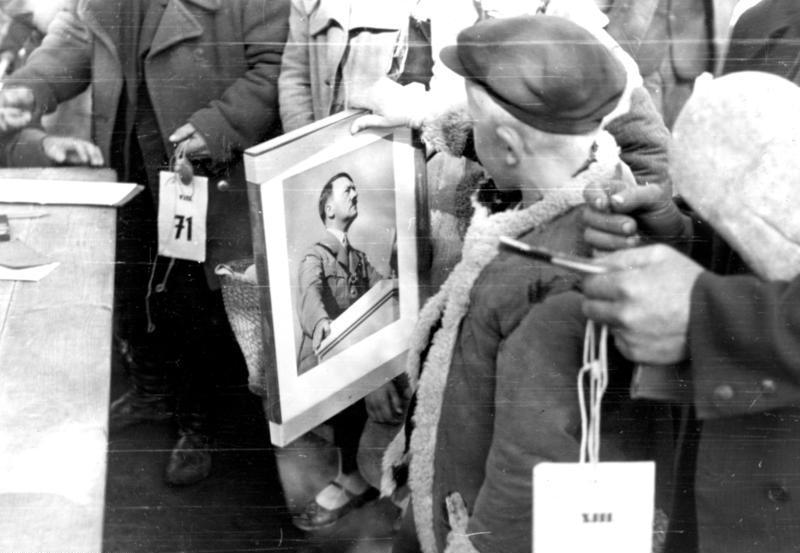
Ilustrativní fotografie - „Umsiedlung“: NSV předává v táboře přesídleným etnickým Němcům portréty Hitlera pro jejich nové domovy (1940/41).

Od 7. května do září roku 1944 pořádalo župní velení Německé pracovní fronty (DAF Gau Niederdonau) v rámci pracovního projektu „Berufs-Erziehungswerk“ ve Vranově v Hotelu Ipp internátní kurs (s placeným ubytováním a stravou) v psaní na stroji, těsnopisu a pravopisu pro úřední záležitosti (Büroangelegenheiten). Prvního turnusu se zúčastnilo 23 žen z okresů Kremže, St. Pölten, Amstetten, Scheibbs, Korneuburg, Neunkirchen, Wiener Neustadt, Reichenau, Znaim a Misslitz. Kurs zahájili členové strany Ortsobmann DAF Ing. Scheubrein, starosta města Hippmann, Ortsgruppenleiter Schlicksbier a vedoucí lektorka kurzu Kauselt.
Nedostatek personálu v pohostinství řešila Hospodářská komora pro Dolní Rakousko nařízením, kdy k podzimním učňovským závěrečným zkouškám ze všech oborů cestovního ruchu pro rok 1944 měli být připuštěni absolventi bez ohledu na rok narození a jejichž studium by končilo 30. dubna 1945 a všichni chlapci od ročníku 1927 s ukončením studia 30. dubna 1945. Zároveň oddělení Hospodářské komory pro cestovní ruch pro Dolní Podunají vyzývalo k dobrovolné službě v pohostinství, zejména k práci v kuchyni a v servisu.
V červenci 1944 přišla další vlna dopravních omezení. Bez zvláštního povolení (např. návštěva raněného, pracovní jízdenky na cestu zpět nebo průkazy tělesně postižených) se mohlo cestovat pouze: rychlíky a osobními vlaky do 100 km, na průkazku vydávanou pro místní dopravu (také na povolení), na vojenské jízdenky, ze zahraničí a do zahraničí jen při souvisejícím vyřízeném průjezdu a do protektorátu, Generálního gouvernementu a Bělostoku na propustku (Durchlaßschein). Za účelem zotavení byla povolena jedna cesta pro kalendářní rok a to po orazítkování vydávajícím úřadem čtvrté šatenky (Reichskleiderkarte).
Na konci září (1944) vydal říšský ministr Joseph Goebbels tzv. sedm nařízení: ukončil školní úřednické vzdělávání a taktéž zvyšování kvalifikace v oboru, všechny zkoušky na školách se musely odehrávat v místě, bankám a spořitelnám přibyly prodloužené otvírací hodiny, platil přísný příkaz šetření papírem a pracovními silami, dále zrušil pořádání výstav, výstavišť a podobných akcí (i účast na takových akcích v cizině), uzavřel poslední tři fungující říšská kasina (v Baden-Badenu, Sopotech a v Badenu u Vídně) a samozřejmě poslední nařízení se týkalo cestovního ruchu. Všechna pohostinství a ubytovací provozy se musely podřídit, tak jako před tím obchod a řemesla, potřebám totální války. Povoleny zůstaly pouze provozy pro pracující obyvatelstvo s plně vytíženým personálem. Mezi nezbytně nutné provozy patřily jídelny, veřejné stravovací provozy a hotely profesionálního cestovního ruchu. Ostatní zaměstnanci a majitelé provozů se museli okamžitě hlásit na pracovním úřadě.
Na začátku listopadu (1944) přijeli další etničtí Němci. Tentokrát se jednalo o tzv. Volksdeutschen z Banátu a Sedmihradska. Přísaha Volksturmu proběhla na nádvoří zámku 12. listopadu a odvod chlapců HJ ročník 1929 proběhl 18. prosince ve Znojmě. Po celý rok se konaly v časových odstupech v uzavřených vojenských prostorech v okolí Vranova, Štítar, Lančova a Šumné střelecké zkoušky wehrmachtu a množila se slavnostní rozloučení s válečnými hrdiny u pomníku padlých veteránů (Heldenehrung). V dubnu 1945 obdrželi starostové obcí a selští vedoucí (Ortsbauernführeři) důvěrný oběžník pro vyklizení okresu. Zemědělci měli podle oběžníku k úniku použít vlastní povozy. Sebou si měli vzít pouze oděvy, kuchyňské nádobí a jídlo. V obci nastala okamžitá mobilizace oddílu Volkssturmu, který zajišťoval kopání zákopů a budování protitankových zátarasů. Poslední válečné dny znamenaly pro Vranov skutečnou pohromu končící vyhnáním německého obyvatelstva.

## Rekreace ROH, pionýrské tábory a chataření
V letech 1948–1989 bylo vybudováno na Vranovsku pod taktovkou KSČ stovky chat a chalup určených k individuální rekreaci, několik pionýrských táborů a rekreačních zařízení pro podnikovou rekreaci ROH. Na větší možnost využívání volného času a s tím spojenou individuální rekreaci mělo významný vliv rozhodnutí ÚV KSČ v roce 1966. Po dlouhých debatách rozhodlo politbyro nejprve o jedné volné sobotě v měsíci a o pár měsíců později o volné každé sudé sobotě. Pětidenní pracovní týden byl ustanoven až vyhláškou vydanou Ministerstvem práce a sociálních věcí 10. června 1968. Privátní chatová výstavba a budování rekreačních zařízení vázaného cestovního ruchu (podniková a závodní rekreace ROH) značně poznamenalo krajinu kolem Vranovské přehrady. Majiteli chat byly převážně privátní osoby a podniky pocházející z okresů Brno-město, Jihlava, Znojmo a Třebíč.

### Poválečné období, konfiskace majetku a národní správa
V létě roku 1945 se to na Znojemsku hemžilo lidmi s batohy na zádech. Nejednalo se však o turisty, ale o novoosídlence, kteří měli zájem o usedlosti po odsunutém obyvatelstvu. Na konci července referovaly Svobodné noviny o turistovi z Brna, který se vydal pěšky po turistických značkách z Jaroměřic do Podyjí k Devíti mlýnům, Novému Hrádku a do Vranova. Turistické značky po válce téměř nikde neexistovaly, cesty byly poničené a všude chyběl benzín. Cesta k obnově turistiky nebyla lehká. V roce 1946 vydala Zemská úřadovna Ústředního svazu pro cizinecký ruch v Brně pro Zemi Moravskoslezskou průvodce „Kam letos na dovolenou?“. Pod národní správou Petra Beneše fungoval již v tomto roce ve Vranově „Hotel-Pension Dyje“ s 35 pokoji, teplou a studenou vodou, velkým koncertním sálem, dále hotel disponoval pláží na břehu řeky Dyje a nabízel možnost tance a telefonní linku č. 12. Od vlakové stanice Šumvald-Vranov přivážel hoteliér hosty vlastním povozem. Letní sezonu provozoval od 15. 5. do 30. 9. a cena denní penze v četně ubytování činila 90 Kč. V „Restauraci Kocholl“ měl národní správce František Gregor v nabídce 6 pokojů se snídaní za 4,70 Kč, obědem a večeří za 15 Kč. Za jedno lůžko si účtoval 36 Kč. Místní správní komise MNV vedla evidenci pro ubytování v soukromí. Pokoje ve vilách stály na měsíc 300–400 Kč.
Vranov nad Dyjí: železniční stanice Šumvald-Vranov 6 km, autobus ze Šumvaldu a ze Znojma, pošta, telefon a lékař. Koupání: jezero na přehradě a řeka Dyje. Letní sporty: odbíjená, rybolov, veslování, plachtění na jezeře, plavba na jezeře motorovými lodicemi, tenis. Vycházky: zámky a hrady v Podyjí, polodenní vycházky do Frejštejna a Hardeku, Šumvaldu a rozlehlých lesů v bezprostředním okolí. Zvláštnosti: Vranovská přehrada s jezerem, zatopený Bítov, ledová jeskyně, turistické stezky v Podyjí.
Kam letos na dovolenou?, 1946
| Služby                                                                    | Podnikatel – nár. správa           | Inzerce |
| ------------------------------------------------------------------------- | ---------------------------------- | --- |
| Hotel IPP, Vranov nad Dyjí                                                | Josef Salač                        | Krásný kraj, lesy, rybolov, koupání v údolní přehradě, letní pense, telefon 15 |
| Pension Zámecká vila, Vranov nad Dyjí                                     | Arnošt Svatoň                      | Restaurace a jídelna, výborná kuchyně, jihomoravská vína, denní pense, ubytování                                                                                                  |
| Zámecký hotel, Vranov nad Dyjí                                            | František Pala                     | Letní byty, levná pense, dětský bazén v zahradní restauraci, tuzemská vína, 30 pokojů, garáže, Plzeňské pivo, nájemce plovárny na přehradě s bufetem                              |
| Restaurace na přehradě, Vranov nad Dyjí                                   | Alois Skokan                       | Výborná kuchyně, tuzemská vína, rychlá obsluha |
| Hotel Dyje, Vranov nad Dyjí                                               | Petr Beneš                         | 35 pokojů s teplou a studenou tekoucí vodou, stinná zahrada s tanečním parketem, velký sál, garáže, koupelny, každou středu, sobotu, neděli a svátek koncert s tancem, telefon 12 |
| Restaurace „Gregor“ (Kocholl), Vranov nad Dyjí                            | František Gregor                   | Výhodné ubytování, dobré stravování v restauraci, pokoje, denní pense 70 Kčs |
| Hotel pod přehradou, Vranov nad Dyjí                                      | Bohumír Jakoubek                   | Výborná česko-srbská kuchyně, ideální poloha, klid, denní pense 80 Kčs |
| Restaurace, Onšov                                                         | Vladimír Drápal                    | Restaurace ve Švýcarském údolí u přehrady, občerstvení v rekreační chatě |
| Hostinec, Bítov                                                           | majitelka Marie Kornellyová        | Restaurace a ubytovna, 10 pokojů, zahrada, terasa, telefon 3 |
| Hotel „Adam“, Frejštejn                                                   | Jan Adam                           | Cizinecké pokoje, domácí kuchyně, denní pense 70 Kčs |
| Hotel „Šula“, Šumvald                                                     | majitel Jakub Šula                 | Výchozí stanice Vranovská přehrady, jihomoravská vína, dobrá kuchyně, 10 pokojů, 2 krát týdně tanec, telefon 14                                                                   |
| Hostinec, Chvalatice                                                      | Stanislav Kubeš                    | Ubytovací hostinec, 7 pokojů, snídaně 6 Kčs, oběd 15 Kčs, večeře 15 Kčs, lůžko 30 Kčs                                                                                             |
| Řeznictví a uzenářství, Vranov nad Dyjí                                   | J. Rehberger                       | Výroba jemného uzenářského zboží – Vranovský trvanlivý salám |
| Uzenářství, Vranov nad Dyjí                                               | O. Pitour                          | Čerstvé uzeniny a salámy |
| Pekařství, Vranov nad Dyjí                                                | Antonín Kamerer                    | Dobrý chléb, jemné pečivo, tyčinky, preclíky, čp. 24 |
| Mlékárna, Vranov nad Dyjí                                                 | Valentin Beneš                     | Mléčné výrobky na Masarykově náměstí |
| Trafika, Vranov nad Dyjí                                                  | Jindřich Novotný                   | Upomínkové předměty, pohlednice, časopisy |
| Smíšený obchod, Vranov nad Dyjí                                           | František Petrovský                | Rybářské potřeby |
| Obchod, Vranov nad Dyjí                                                   | Jindřich Zeman                     | Veškeré potřeby pro turisty a rybáře, telefon 16 |
| Obchod, Vranov nad Dyjí                                                   | Lambert Sláma                      | Potřeby pro rybáře a upomínkové předměty pro turisty, telefon 17 |
| Kadeřnictví, Vranov nad Dyjí                                              | Karel Prodělal                     | Dámské a pánské služby |
| Autodoprava, Vranov nad Dyjí                                              | Jaroslav Křivánek                  | Uhlí, koks, dřevo |
| Autodoprava, Vranov nad Dyjí                                              | Eduard Kaloud                      | Osobní autodoprava Podyjím |
| Autodílna, Vranov nad Dyjí                                                | Karel Sára                         | Veškeré práce z oboru, opravy aut, motocyklů, budova garáží ČSD od dubna 1947 |
| Spořitelna, Vranov nad Dyjí                                               | expozitura Spořitelny města Znojma | Přijímá vklady a poskytuje půjčky |
| Zubní ordinace, Vranov nad Dyjí (ve vile po zubním ateliéru Eugena Frydy) | dentista Leo Žídek                 | Ordinace dopoledne od 8.00 do 12.00 hod. a odpoledne od 14.00 do 17.00 hod. |

### Chalupaření a chataření
Chaty a chalupy byly využívány spíše ke krátkodobé individuální rekreaci a to zejména víkendové. Boom chalupaření a chataření nastal až po uzákoněném pětidenním pracovním týdnu. Po odsunu německého obyvatelstva zůstalo ve městě i v okolí značné množství prázdných objektů. Národní výbory je nabízely za směšně nízké částky k rekreačním účelům. Vnitřní vybavení bylo většinou už vykradené. Další vlna chalupářů přišla v padesátých a šedesátých letech, kdy odcházela velká část mladé populace do okresních a krajských měst. Chalupaření stěžovala blízkost státní hranice s Rakouskem a vybudování železné opony.
Kolem břehů Vranovské přehrady postupně vznikalo chatové pásmo s 6 tisíci rekreačními chatami. Odbor výstavby a územního plánování při MěNV ve Znojmě vykonával „státní správu na úseku stavebního řádu, územního plánu dopravy a vodního hospodářství a zřizoval právo osobního užívání k pozemkům občanům pro výstavbu rodinných domů, chat, garáží a zahrádek“.
„Může mi někdo říci, kde tady začíná a končí rekreace, když tam trochu klidu nikde nenalezne, protože všechno je přecpáno: pláž, řeka, i samotné město, kde ubytovací možnosti jsou velice skromné? Potom konečně připlula maličká loď Košice, po chvilce odrazila od mola vranovského přístaviště a brázdila vodu modročernozelenou. Znal jsem povodí Dyje již z dřívějška. Při zhlédnutí byl jsem nyní zdrcen. Pohlédl jsem z okna parníčku napravo: chaty. Ohlédl se nalevo: chaty. Zadíval se na záď: chaty. Mžiknutí na příď: chaty. Všude stovky chat, chatrčí, chatek, vil, rezidencí, přepychových hradů, úplných šlechtických sídel, kde snad měli i vanu s teplou vodou a pračku se ždímačkou, lednici a barpult. Dyje už nemá svou vlastní staletou přírodní krásu. Lesy jsou v takovém stavu, v jakém byly možná na konci třicetileté války. Na ptáče se nenarazí, veverku jsem viděl jedinou, lipanů asi pět. Na Dyji vyrostla města a velkoměsta, živelně. Zastávka první, druhá, třetí, pátá. Parníček jede pomalu. Všude se okolo Dyje převalují mračna a houfy lidí, aby trochu zhnědli, deset, sto, tisíc, desetitisíce naskládaní jeden vedle druhého. Toto, odpusťte, není rekreace, místo pro odpočinek — to je zlatý důl, ke kterému se slovo rekreace připojuje, aby to neznělo tak tvrdě, bezohledně, když se jde po penězích. To potřebuje nejen hodně vydělávat, nýbrž i hodně investovat.“
 Rudé právo, Středa 13. srpna 1969, strana 5, Zlato na Dyji
Pozemky, na kterých rekreační objekty u přehrady stojí, se po roce 1989 staly vlastnictvím Povodí Moravy s. p. a majitelé rekreačních chat mají pozemky v pronájmu. Z toho důvodu je na nemovitostech zřízeno věcné břemeno ochrany vodního zdroje.

### Lodní doprava
Ladislav Prchal požádal po válce o obnovení plavební koncese a i přes veškeré průtahy ze strany MNV ve Vranově a ONV ve Znojmě uskutečnil 19. května 1946 se svou lodí LADA první poválečnou jízdu. Místnímu národnímu výboru ve Vranově se podařilo na přelomu let 1946–47 prosadit své podílnictví na provozování lodní dopravy. „Podyjské lázeňské a plavební družstvo Vranov nad Dyjí“ tvořily Národní jednota pro jihozápadní Moravu, Klub československých turistů, obec Vranov nad Dyjí a Ladislav Prchal. Koncesi k lodní dopravě vlastnil pouze Ladislav Prchal.
Po únoru 1948 zabavený majetek lodní společnosti připadl státu, který provozoval lodní dopravu skrze MNV Vranov jako „Podyjské plavební a lázeňské družstvo“. Ladislava Prchala stát na jeho majetku zaměstnal. Na své poslední schůzi v pondělí 14. února 1949 odsouhlasil Moravskoslezský zemský národní výbor v Brně „Podyjskému plavebnímu a lázeňskému družstvu“ ve Vranově nad Dyjí subvenci 400 000 Kčs.
Slavnostní křest prvního parníku na Moravě se konal na Vranovské přehradě v neděli 14. srpna 1949. Tímto aktem měla také vyvrcholit budovatelská činnost Podyjského plavebního družstva, které se, jak uváděl dobový článek v tisku, pod vedením ONV ve Znojmě a za spolupráce celé řady předních pracovníků politického i veřejného života snažilo na této největší přehradě ve středu Evropy vybudovat československý Jadran, rekreační středisko, které mělo patřit všem pracujícím v Československu. Takto pojaté propagandistické akce se samozřejmě účastnili i političtí zástupci jako místopředsedkyně NS, předsedkyně Čs. výboru obránců míru a členka Světového výboru obránců míru v Paříží, soudružka A. Hodinová-Spurná, zástupci KNV, Krajského výboru KSČ z Brna a Jihlavy, Krajské odborové rady armády a ministerstev, přičemž celá akce byla oslavována v rozhlase a nechyběl ani filmový záznam.
Na podzim se plavební družstvo snažilo k přehradě nalákat zejména turisty z odborářských závodních zotavovacích akcí.
VŠEM ZAVODNÍM ORGANISACÍM — ZAVODNÍM ODBOROVÝM SKUPINÁM — ZÁVODŮM! Na podzim, když se zbarví lesy, je na Vranovské přehradě projížďka parníkem po jezeře nejkrásnější. - Popřejte v rámci závodních výletů svým členům a zaměstnancům oddech po vykonané práci a po splněných brigádách a podnikněte výlet na Vranovskou přehradu. Projížďky po jezeře, občerstvení v restauraci, pláž, veslice, noclehárna. Načerpejte sil do další práce. Pište na Podyjské plavební a lázeňské družstvo, Vranov nad Dyjí.
Rudé právo, 25.9.1949
Začátkem roku 1954 Plavební družstvo zaniklo a lodní dopravu provozoval přechodně „Komunální podnik města Znojma“. Ten na podkladě nového zákona o nezemědělském družstevnictví č. 53/1954 Sb. v roce 1955 lodní dopravu převedl do majetkové správy národního podniku Turista (Vodičkova 34, Praha II). Po roce 1958 vranovskou flotilu provozovaly „Služby rekreačního střediska Vranov nad Dyjí“, od roku 1964 „Okresní podnik rekreace Znojmo“.
„Služby rekreačního střediska Vranov n. Dyjí letos rozšířily ubytovny a zřídily dva plovoucí bazény pro děti. Dopravu po přehradě bude letos obstarávat flotila sedmi lodí. Za sezónu přepraví téměř půl miliónu návštěvníků. Mezi nimi bude 1 nová velká loď, vyrobená v Maďarsku. V těchto dnech připlula z Komárna do Bratislavy, zde ji naložili na podvozky a vydala se na cestu na Vranovskou přehradu. Loď ponese jméno Vranov a začátkem června má být spuštěna na vodu.“
Rudé právo, 29.5.1960, Nová loď na Vranovskou přehradu, s. 4

### Vojenské zotavovny
Vyhnáním německého obyvatelstva a následným vybudováním železné opony byli z lokality Devíti mlýnů vysídleni novoosídlenci z Hnanic, Havraníků, Popic, Podmolí a Lukova. Mnoho stavení postihlo úplné srovnání se zemí. Zanikly i turistické stezky kolem řeky Dyje. Ve Vranově důstojníci PS obsadili většinu vil a od roku 1955 sídlilo ve městě velitelství praporu 4. brigády Pohraniční stráže.
„... V domě v Junáckém údolí s námi po válce žili cizí lidé. Jeden důstojník si zabral větší část domu. Tak to bylo ve všech vilách ve Vranově. Byly obsazeny důstojníky, protože ve Vranově byla silná pohraniční stráž.“
Znojemský týden

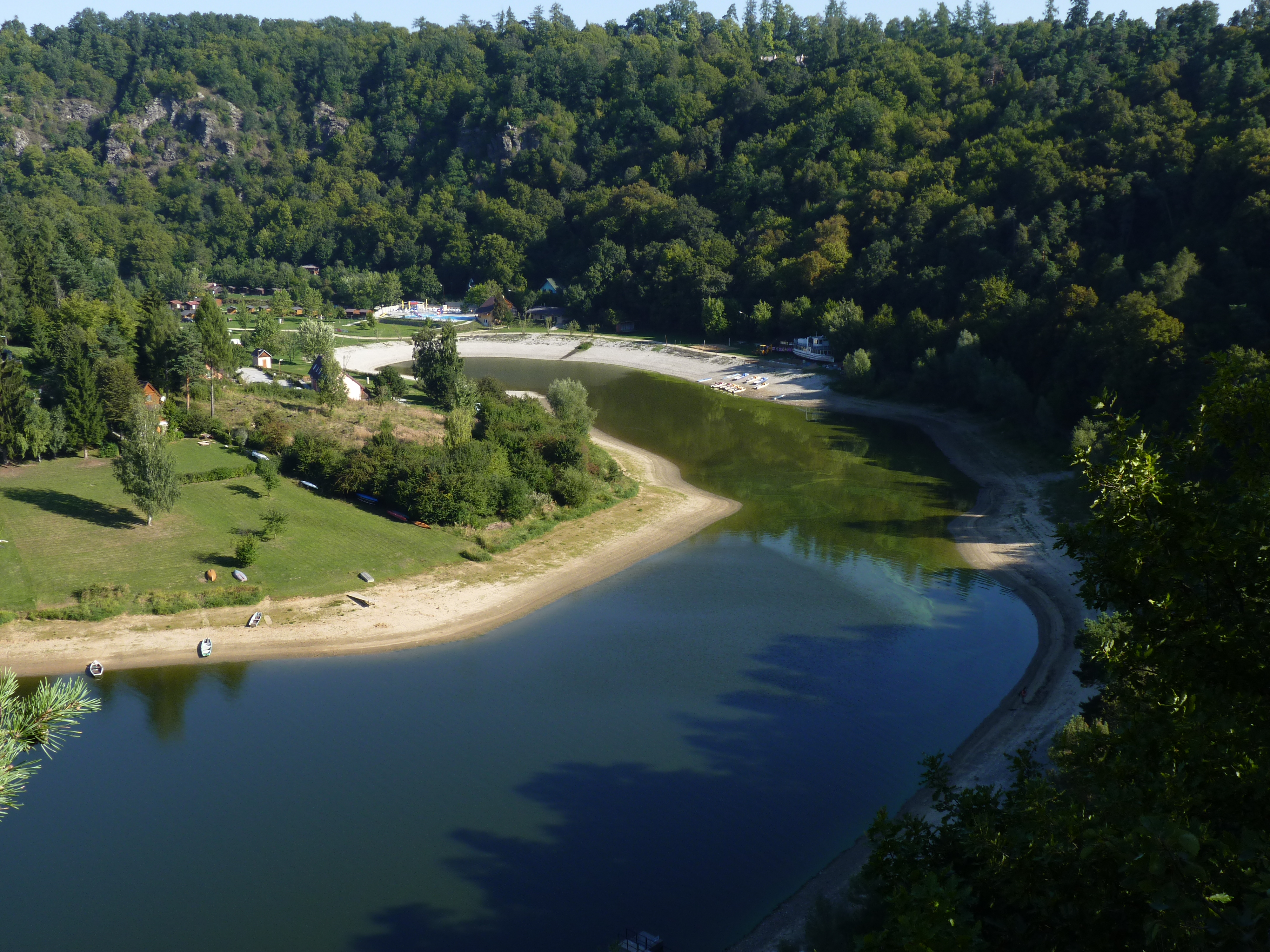
Vranovská přehrada - Bítovská zátoka s chatová osada VZ Dyje

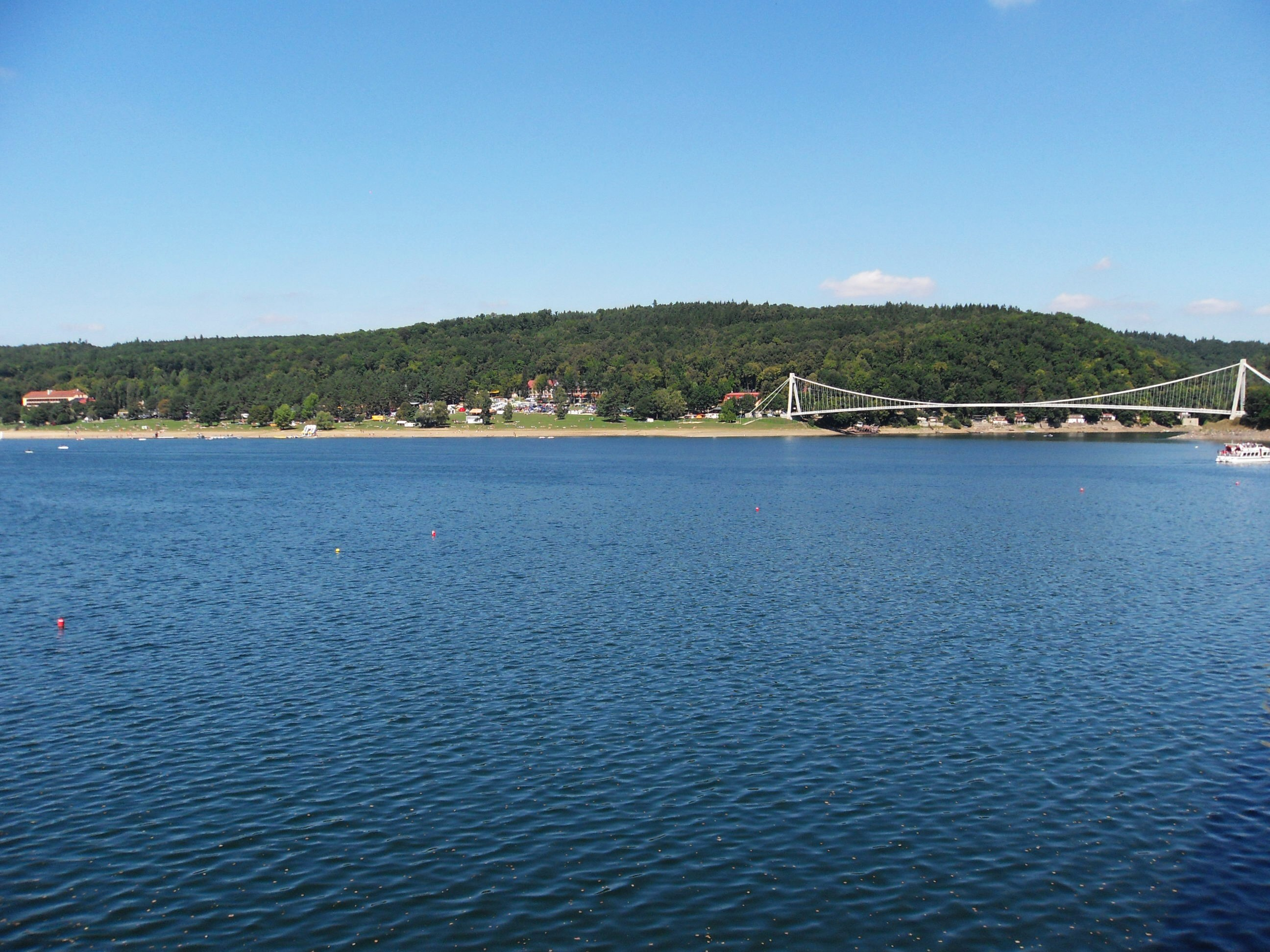
Vranovská přehrada - Vranovská pláž s hotelem Volareza Vranov a visutým mostem pře Švýcarskou zátoku.

Tzv. „Kratochvílovu hájovnu“ vlastnila od roku 1952 4. rota 1. praporu 4. brigády PS Znojmo. Majitele hájovny stát v únoru 1952 vystěhoval a následně zde sídlila odloučená rota Čížov. Po demolici hájenky v 60. letech se rota přemístila do nové budovy, 5. rota 1. praporu 4. brigády PS měla stanoviště přímo v obci Lukov. Nedaleko Podmolí měla stanoviště 6. rota 2. praporu 4. brigády PS a 7. rota 2. praporu 4. brigády PS u obce Hnanice obsadila lokalitu „Devíti mlýnů“. Po devastaci objektů přesídlila do nového objektu, který užívala až do roku 2002. Na cestě z Vranova do Stálek u obce Šafov se nalézal areál 3. roty 1. praporu 4. brigády PS. Na kopci „Kozí vrch“ u Podmolí stála asi 200 metrů od silnice pozorovací hláska. U obce Mašovice vybudovala Československá lidová armáda pěší a tankovou průpravnou střelnice 9. motostřeleckého pluku VÚ 9108 Znojmo. Dlouholetým předsedou MNV Vranov nad Dyjí se také stal penzionovaný člen PS soudruh Josef Skupa.
„Předseda Místního národního výboru ve Vranově nad Dyjí soudruh Josef Skupa starostuje v této pohraniční obci s téměř tisícovkou obyvatel již osmý rok. Střeží ji a opatruje zrovna tak svědomitě, jako hlídával ve vojenské uniformě se svým vlčákem neproniknutelnost naší státní hranice na Dyji.“
Rudé právo, 16.7.1982, č. 167, s. 2, Rekreace - věc politická
Součástí Ministerstva národní obrany se od dubna 1945 stalo zdravotnické oddělení. Přednostou zdravotnického oddělení byl určen pplk. zdrav. MUDr. Štefan Darvaš, který během SNP působil ve funkci náčelníka zdravotnické správy 1. čs. armády na Slovensku. Po reorganizaci v roce 1946 nahradil zdravotnické oddělení VI. odbor MNO. Funkci přednosty zastával pplk. zdrav. MUDr. Josef Škvařil, bývalý hlavní chirurg 1. čs. armádního sboru v SSSR. V létě 1950 byla zřízena Hlavní zdravotnická správa (přejmenovaná v říjnu 1951 na Zdravotnickou správu). Do působnosti zdravotnické správy se po dalších organizačních úpravách v roce 1950 dostala i vojenská rekreační péče. Ta byla v roce 1951 přejmenována na vojenské zotavovny a ozdravovny a od roku 1954 je řídilo velitelství vojenských okruhů a administrativně-hospodářské správy MNO.
Vojenské zotavovny měly sloužit k aktivnímu odpočinku vojákům z povolání a jejich rodinným příslušníkům, vojenským důchodcům, účastníkům odboje a zaměstnancům vojenské správy. Vojenská zotavovna Vranov (Hotel VZ Vranov) byla zřízena v letech 1949–1950 a od června 1982 sloužila k rekreaci příslušníků Sovětské armády. V Bítovské zátoce vybudovala ČSLA Vojenskou zotavovnu Bítov (chatová osada VZ Bítov). V roce 1992 přešly obě vojenské zotavovny z rozkazu ministra obrany ČSFR do příspěvkové organizace VLRZ (VOLAREZA). Zřizovatelem příspěvkové organizace Vojenská lázeňská rekreační zařízení je Ministerstvo obrany České republiky.

### Podniková a závodní rekreace ROH

Rekreační oblast Chmelnice s výstavbou bývalých podnikových a závodních chat ROH.

Rekreaci pro co největší masy pracujících odkoukalo komunistické vedení od zotavovací akce prosazované za protektorátu Reinhardem Heydrichem. Národní odborová ústředna zaměstnanecká (NOÚZ) byla od roku 1941 podřízena „orgánu zastupujícího říšského protektora pro kontakt s českými odbory“. Heydrich se zasadil o dělnickou rekreaci v prvotřídních hotelech rekreačních a lázeňských středisek. Jeho cílem bylo především odpolitizování dělnictva. Po atentátu nesla zotavovací akce název: Odkaz Reinharda Heydricha. Po skončení druhé světové války se zaměřilo ROH nejprve na rekreaci bývalých vězňů nacistického režimu. Rekreanty umísťovali do bývalých německých hotelů, objektů po „zrádcích a kolaborantech“ nebo také prázdných vesnických chalup po odsunu německého obyvatelstva. Tak tomu bylo i ve Vranově.
Hotely novoosídlenci zabírali většinou s celým vnitřním vybavením a dávali jim nová jména.
 Po únoru 1948 přešla zařízení zotavoven do správy ROH. Ústřední rekreační oddělení ROH (později Ústřední správa rekreační péče ROH) se starala o pobytovou rekreaci pracující a vše co s ní souviselo. Tím byla organizovaná a masová rekreace ROH odstartována. Hotelové konfiskáty připadly rekreační akci ROH a rozhodnutí ÚRO posvětilo i usnesení vlády. Rekreace ROH se dělila do tří základních typů: ústředně řízená výběrová rekreace (domácí a zahraniční), závodní rekreace a od roku 1955 pionýrská rekreace.
| Lokalita          | Název zařízení vázané rekreace ROH v rekreační oblasti Vranovské přehrady v r. 1982 |
| ----------------- | --- |
| Lančovská zátoka  | Pionýrský tábor Československé státní lesy, národní podnik Znojmo, Pionýrský tábor Technolen Svitavy, Fakultní nemocnice Brno, Jihomoravské cukrovary, JZD Brtnice, Kancelářské stroje Brno, Keramické závody Znojmo, Lacrum Znojmo, Motorpal Havlíčkův Brod, Okresní stavební podnik (OSP) Židlochovice, Spoje Znojmo, Státní silnice (Okresní správa silnic) Znojmo, Textil a oděvy Brno |
| Vranovská pláž    | Ingstav Brno, SSM Junior, Vojenská zotavovna, Kovopodnik Dakon Bruntál, Strojsvit Brno |
| Spálený kopec     | Pionýrský tábor Státní statek Znojmo |
| Chmelnice         | Motorpal Jihlava, Otavan Třeboň - Závod ve Slavonicích |
| Bítov (hrad)      | Ministerstvo národní obrany |
| Peksův mlýn       | Kras Brno Kras-výroba oděvů |
| Farářka           | Retex Moravský Krumlov, Škrobárny Brno |
| Podhradí nad Dyjí | Dřevotvar Znojmo, Jihomoravské pivovary Brno, Pionýrský tábor Okresní stavební podnik (OSP) Znojmo, Závody Gustava Klimenta (ZGK) Třebíč-Borovina |

### Socialistické pohostinství a ubytování
Cestovní ruch přešel v roce 1952 z Ministerstva vnitřního obchodu (vládním nařízením č. 34/1952 Sb., o organizaci silniční, letecké a vodní dopravy) na Ministerstvo dopravy. Dále místo národního podniku Čedok fungoval jednak národní podnik „Čedok“ jako československá dopravní kancelář se specializací na zahraniční cestovní ruch a na druhé straně národní podnik „Turista“ jako cestovní kancelář se sídlem v Praze. V roce 1960 došlo k další reorganizaci (usnesení vlády č. 473/1960), kdy n. p. Turista zajišťoval výjezdy našich občanů (mimo Prahy a Bratislavy) a příjezdy n. p. Čedok. Ubytování a stravování zahraničních turistů měl v kompetenci Turista a Interhotely. Hotely a restaurace národního podniku „Restaurace a jídelny“ spadaly do kompetence ONV a ve větších městech Městských národních výborů.
Stravování a ubytování v hotelu „Dyje“, který disponoval 60 lůžky, v „Zámeckém hotelu“ s 60 lůžky a společnou ubytovnou a stravování v restauraci „Na přehradě“ držel monopol národního podniku „Restaurace a jídelny“ (RAJ). Rokem 1955 vstoupily v platnost tzv. normy pro závodní stravování, které platily také pro restaurace a jídelny. Cenové třídy restaurací plošně určovaly ceny prodávaných jídel. Na Vranovské pláži nabízel ubytování podnik Turista s provozovanou ubytovnou, dvoulůžkovými stany a rybářskou chatou. Od roku 1958 spravoval řadu rekreačních zařízení ve Vranově a na Vranovské pláži (stanové městečko s 500 lůžky) s lodní dopravou městský podnik „Služby rekreačního střediska Vranov nad Dyjí“ (SRSV). Od roku 1963 provozoval ubytování a lodní dopravu „Okresní podnik rekreace Znojmo“ se sídlem ve Vranově na Dyjí (OPR) a od poslední legislativní úpravy v roce 1988 pod názvem Rekreace Znojmo, s. p., Vranov nad Dyjí. Na tuzemský cestovní ruch na zbylém území kolem přehrady se od roku 1963 soustředil specializovaný národní podnik „Rekrea“, Ústředního svazu spotřebních družstev v Praze.
„Na Znojemsku vznikl okresní podnik »Rekreace« se sídlem ve Vranově nad Dyjí. Bude zajišťovat služby rekreantům u vranovské údolní nádrže na Dyji, u přehrady v Jevišovicích a v ostatních rekreačních střediscích v okrese. Na Znojemsku počítají s rozšířením cizineckého cestovního ruchu, pro příští období připravují rozšíření služeb o opravnu motorových vozidel a lodních motorů přímo ve Vranově nad Dyjí. Otevřou tam také opravnu tranzistorových a jiných radiopřijímačů a magnetofonů, vzorkovnu místního hospodářství pro zakázkovou výrobu apod.“
Rudé právo, 2.12.1963, č. 332, s. 2, Nové služby rekreantům

### Šedesátá léta a politické uvolnění
Šedesátá léta se nesla v duchu uvolňování politického i kulturního života, docházelo ke kritice neměnnosti státního režimu. Pro Vranov nad Dyjí přineslo toto období investice do rekreačního zařízení (autobusová zastávka ČSAD s občerstvením, nová čerpací stanice, veřejná WC, přístaviště, kiosky):
„Do oblasti Vranovské přehrady na Znojemsku přijíždí rok co rok stále více rekreantů. Proto také zařízení na přehradě, které stačilo před léty, dnes již nestačí. Letos začala sloužit nová panelová restaurace na bítovské pláži, další kiosky, byla vybudována nejnutnější hygienická zařízení, vozovka na pláži ve Vranově nad Dyjí, uskutečnila se elektrifikace pláže, přibyla nová loď, mikrobus na zájezdy po okolí atd. V příštím roce se dokončí vybavenost tábořišť tak, aby odpovídala požadavkům na autokempink. Na pořadu je teď také rozšíření vodovodní sítě, další úpravy závodů veřejného stravování, jejichž kapacitu je třeba zvýšit, a budování komunikací. Počítá se se zřízením čtyř společenských chat, u nichž budou čítárny, televizní kouty, sušárny, ohřívárny jídel, umývárny nádobí atd. Rozšíří se též přístaviště na přehradě. V současné době stavějí v Maďarsku pro Vranovskou přehradu novou loď, která bude zařízena pro koncerty, taneční zábavy a občerstvení cestujících.“
Rudé právo, 24.10.1964, č. 296, s. 2, Až se léto zeptá
V únoru roku 1965 se konalo v Praze třídenní jednání mezi delegacemi ministerstev dopravy ČSSR a Rakouska, při kterém zástupci podepsali protokol o zřízení nových pravidelných autobusových linek mezi oběma státy. Od 17. dubna 1965 měl začít provoz mezi Českými Budějovicemi a Lincem, od 30. května 1965 pak mezi Vídní a Bratislavou, Vídní a Znojmem (v létě autobus zajížděl až do Vranova nad Dyjí), Vídní a Piešťany, Vídní – Prahou – Karlovými Vary. Nezměněný provoz zůstal na lince Brno – Vídeň. Spojení mezi uvedenými městy obstarávaly v obou směrech minimálně jednou denně rakouské a československé autobusy.

### Období normalizace - moravský Jadran
Titova Jugoslávie podpořila v roce 1968 pražské jaro a ostře odsoudila invazi vojsk Varšavského paktu do Československa. V roce 1971 se kvůli krizi okolo Chorvatského jara vyostřila politická situace s Jugoslávií, což pro československé rekreanty znamenalo omezené cestování k Jaderskému moři. Od srpna 1970 už Rudé právo verbovalo pro dovolenou na „Jadranu u Znojma“:
„Na břehu Vranovského jezera, téměř u přehradní hráze, je veliký autokempinkový tábor. Takový, jaký má být. Tři velká sportovní hřiště pro volejbal a fotbal, plovárny dávají příležitost sportovcům soutěžit o ceny. Zalíbení tu nenašli jenom tuzemci, ale i zahraniční turisté z Francie, Dánska, Rakouska a NDR. A polští přátelé tu mají dokonce již několik roků stálý stanový tábor. A naši? Zaměstnanci ČSD Šumperk a Přerov, KOVO Bzenec, OKR Roudnice, PLEAS Havlíčkův Brod, Dioptra Turnov, STS Šumperk a jiní jsou tu takřka domorodci. Třiapadesát závodů má zde vyhrazena svá tábořiště. V autokempinku je čilý ruch. Denně se vystřídá přes pět tisíc osob, a tak vedoucí Miroslav Ondrák z Brna se zástupcem R. Bláhou ze Štítar mají plné ruce práce. Pomáhají jim čtyři administrativní pracovnice a osm studentů...V prostoru tábora je několik prodejen potravin, zeleniny, drogerie a řada kiosků. Ale ani tak to nestačí hladovým naháčům, jedna známá si povzdechla: «Ach ty nešťastné fronty...Pokud bych měla obejít při nákupu všechny prodejny, bylo by dopoledne v trapu.»“
Rudé právo, 14.8.1970, č. 192, s. 8, Jadran je u Znojma
Kemp ve Vranově nad Dyjí (na pláži) nabízel dvě restaurace, dvě prodejny potravin, několik stánků s občerstvením, prodejnu ovoce a zeleniny, prodejnu drogérie, půjčovnu loděk, plynových vařičů a bomb, nafukovacích člunů, lehátek a sportovních potřeb. Větší z bítovských kempů v „Horce“ dvě restaurace, stánky s občerstvením a půjčovnu průmyslového zboží. Kemp v „Kopaninkách“ byl vybaven prodejnou se smíšeným zbožím. V polovině 80. let došlo ve všech kempech na opravu sociálního zařízení, v prostoru Bítov-Horka byla dána do provozu nová úpravna pitné vody. V roce 1979 byl znovu zpřístupněn zámek, který byl od roku 1973 v rekonstrukci a s jehož otevřením se počítalo už v roce 1977. Slavnostního otevření zámku Vranov se zúčastnil ministr kultury ČSR Milan Klusák. V letech 1979-89 byl z důvodů rekonstrukce nepřístupný hrad Bítov.
Veškeré služby ve Vranově nad Dyjí a u Vranovské přehrady, které souvisely s cestovním ruchem, organizoval od 1. 6. do 1. 9. Okresní podnik rekreace Znojmo, se sídlem přímo ve Vranově nad Dyjí. U přehrady zajišťoval ubytování, stravování, práce kadeřnické, holičské, lodní dopravu, služby související s čistotou rekreačních porostů a kempů, fungování zdravotnických služeb, spojů ČSAD či kulturní akce (filmové festivaly pracujících, Vranovské kulturní léto, osvětové a sportovní činnosti). S vybudovanou železnou oponou v těsné blízkosti to samozřejmě znamenalo, že návštěvník byl konfrontován s přísným provozním řádem pro táboření a stanování nejen v místech k tomu určených, ale všude kolem přehrady. Předzvěstí pádu východního bloku se stala čím dál častěji se objevující kritika na stránkách Rudého práva, která se nevyhnula ani službám u Vranovské přehrady:
„Patřím k těm znojemským občanům, kteří již léta využívají možnosti koupání na Vranovské přehradě. Okresní podnik rekreace Znojmo se sídlem ve Vranově nad Dyjí zajišťuje na přehradě provoz, dopravu obstarávají autobusy ČSAD. Ráno, snad v dobrém úmyslu, jede k přehradě autobusů více. Na zpáteční cestu jsou jen dvě možnosti, a to v 15.55 a v 19 hodin. V sobotu a neděli jede o několik autobusů více, ale i to nepostačuje a úroveň cestování je hrozná. Zřejmě ten, kdo určoval časy odjezdů, si neuvědomil zavedení letního času, volné dny prázdnin. Poplatek za pláž činí jednu korunu. Každý rád zaplatí, ale služby tu vlastně žádné neexistují. Kabiny, tak staré jako přehrada, jsou až na dvě uzavřeny. K minulosti patří sprcha pro pláž, pitná voda. Pro tu se musí až k hlavní komunikaci. Ještě loni převoz zajišťovaly dvě malé otevřené lodě. Snad již dosloužily a nedají se opravit, protože letos nejezdí.“
Rudé právo, 9.9.1981, č. 213, s. 5, Rekreace s potížemi
Vranov nevyhovoval nízkým počtem lůžek v hotelích, nestačil uspokojit poptávku strávníků, chyběla kvalifikovaná obsluha ve stáncích s občerstvením, v obchodech s nápoji a potravinami. Zrovna tak se objevovaly nedostatky v hygieně, nevyhovovaly otevírací doby, sortiment nabízeného zboží a vázly servisní služby motoristům. Úpadek socialistické rekreace neoddálila ani nová osmdesátitunová sovětská říční osobní loď typu Moskva pro 450 cestujících, kterou v lednu 1981 do Vranova nad Dyjí přepravoval z bratislavského přístavu závod „710 ČSAD Ostrava“.